# Déforestation

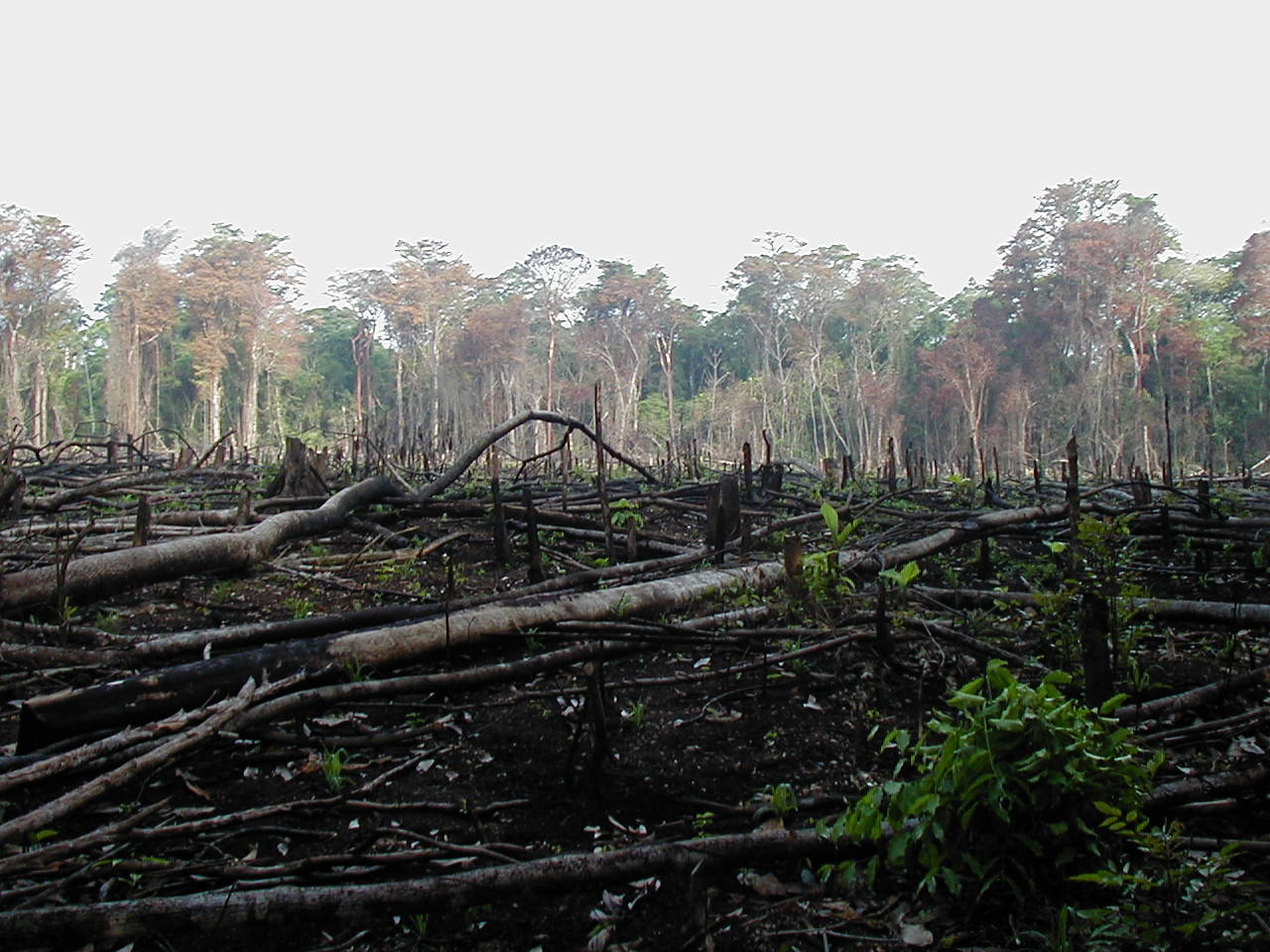
Déforestation par brûlage, pour mise en culture, Sud du Mexique.

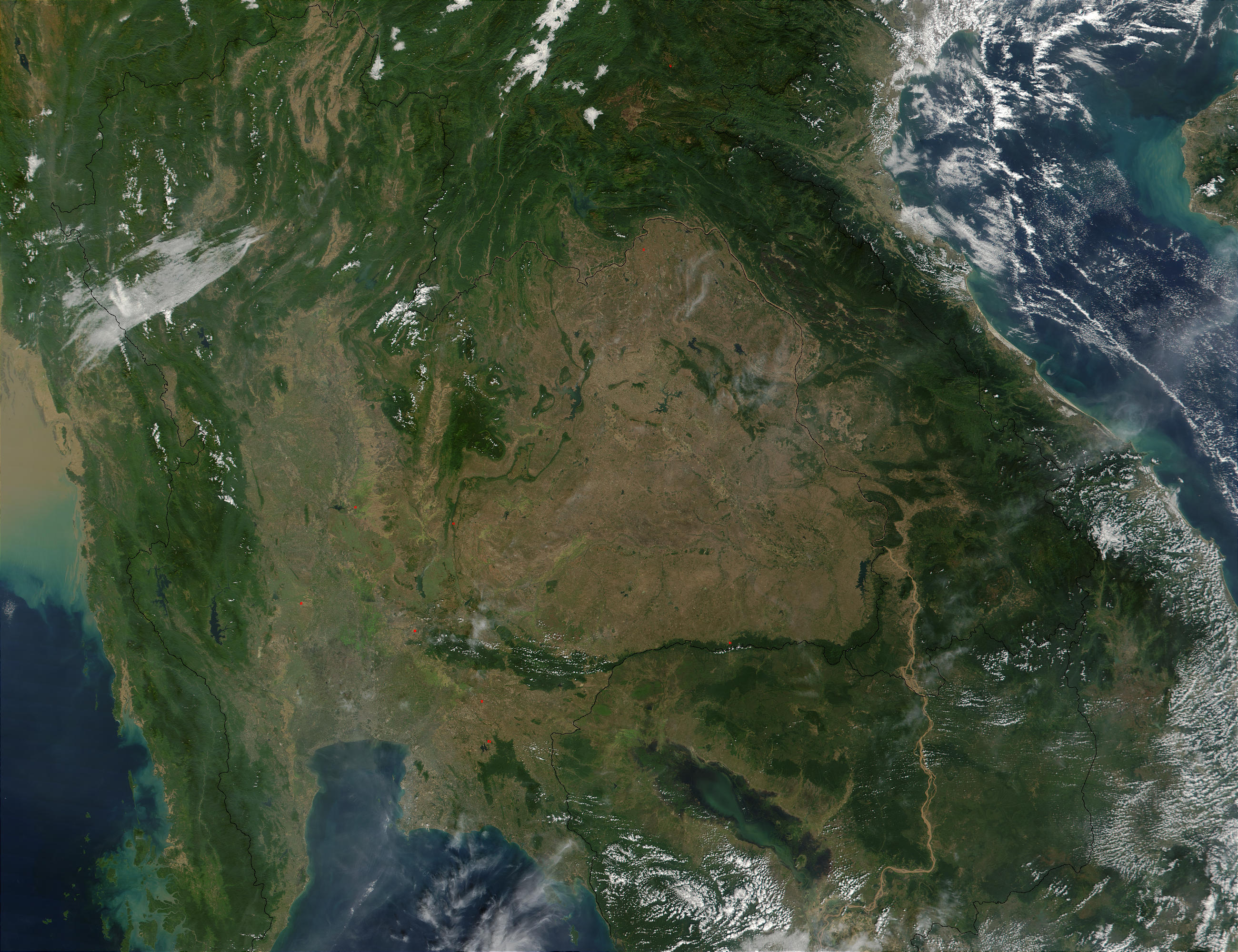
Image satellite montrant l'état relativement déboisé du plateau du Korat et de la plaine centrale de Thaïlande par rapport aux territoires voisins.

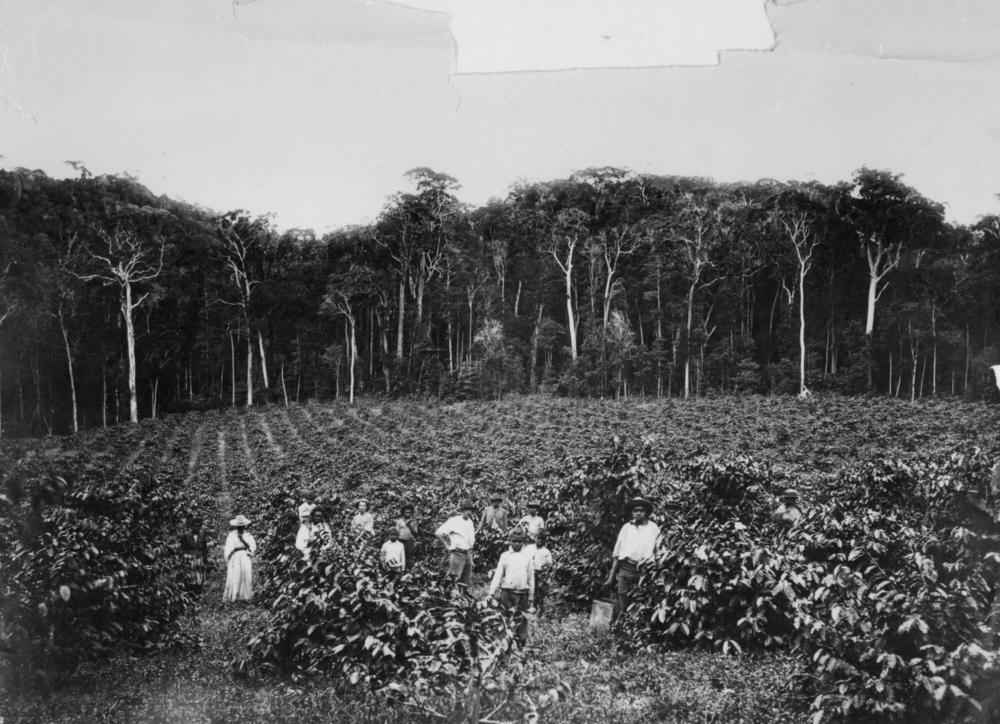
Culture de caféiers, au détriment de la jungle australienne du Queensland, ici à Kuranda, vers 1900.

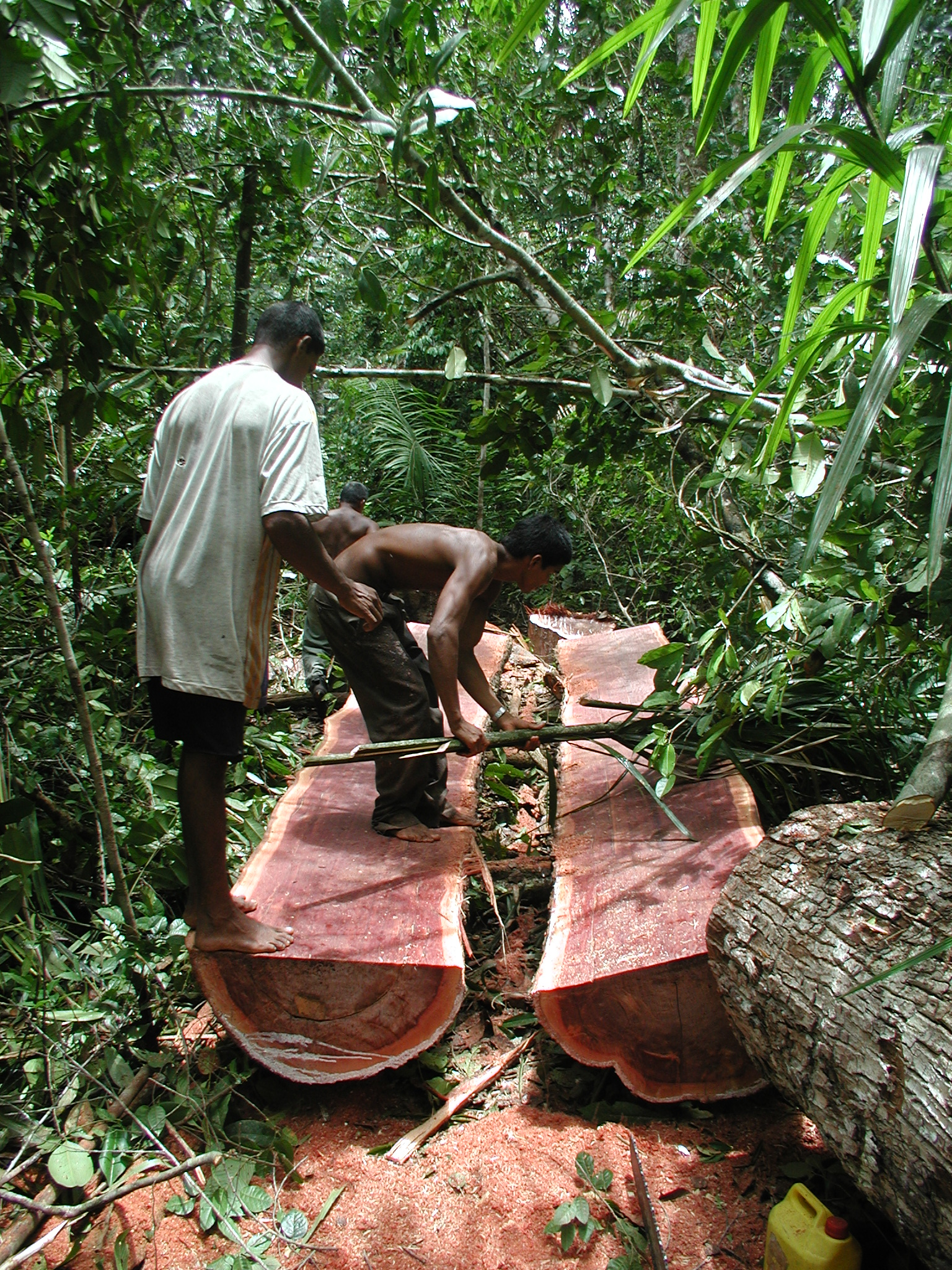
Quand il n'y a ni route, ni fleuve à proximité, ou pour échapper à la surveillance des satellites, le bois peut être découpé sur place, à la tronçonneuse, puis utilisé sur place ou transporté sous forme de planches, à dos d'homme.

La déforestation est le phénomène de régression durable des surfaces couvertes de forêts, qu'il soit d'origine anthropique ou naturel. Si une forêt repousse après une coupe rase, une attaque d'insectes xylophages ou un feu de forêt, on ne parle pas de déforestation. Le phénomène de déforestation est souvent évoqué en lien avec celui de dégradation (fonctionnelle ou biologique) de la forêt. La perte de couvert forestier fait référence à la perte de surface forestière brute, elle est souvent observée par satellite.
Elle résulte des actions de déboisement puis de défrichement, liées à l'extension des terres agricoles, à l'exploitation des ressources minières du sous-sol, à des travaux d'infrastructures tels que barrage hydroélectrique ou route, à l'urbanisation, voire à l'exploitation excessive ou non-régulée de certaines essences forestières. Les entreprises forestières légales ne semblent pas être les premiers responsables de la déforestation.
La déforestation n'est pas un phénomène récent puisque déjà signalé dès le Néolithique. Mais elle a pris des proportions et une rapidité jamais atteintes :
- en matière de volume de bois, dans le monde de 2000 à 2010, plus de 100 millions de mètres cubes de bois auraient été illégalement coupés par an[1], soit de quoi faire dix fois le tour de la planète en couchant bout à bout les troncs coupés[1] ;
- sur le plan financier, les pays en développement ont été privés d'un revenu annuel d'environ 10 milliards de dollars (USD)[1] ;
- en matière de surface, la déforestation actuelle concerne essentiellement les forêts tropicales, et rien que pour les coupes illégales, ce sont vers 2010 environ 5 millions d'hectares de forêt qui sont coupés par an[1] ;
- en matière de changement climatique, en 2005, l'ONU et l'Organisation des Nations unies pour l'alimentation et l'agriculture (FAO) ont qualifié d’« alarmante »[2] la déforestation qui est aussi responsable de 4,3 à 5,5 gigatonnes d’équivalent CO2 d'émissions de gaz à effet de serre. Soit de 9 à 11 % des émissions d'origine anthropique[3].

La moitié des forêts de la planète a ainsi été détruite au cours du XXe siècle.
L'une des quatre priorités proposée au sommet de la Terre lors du sommet de Rio (Rio de Janeiro, 3-14 juin 1992) était une « convention mondiale sur la forêt », mais « en raison notamment de l'opposition de plusieurs pays concernés », les États l'ont transformé en une simple « Déclaration de principes sur les forêts (en) » (de moindre valeur juridique) annexée au rapport du sommet de Rio qui contient un Chapitre 11 « Lutte contre le déboisement ». En 2021, lors de la COP26, plus de cent dirigeants de pays qui abritent 85 % des forêts du globe s'engagent à arrêter la déforestation d'ici 2030, mais les ONG environnementales regrettent que l'accord ne soit pas contraignant.

## Chiffres notables

Déforestation annuelle.

Changement annuel de la superficie forestière.

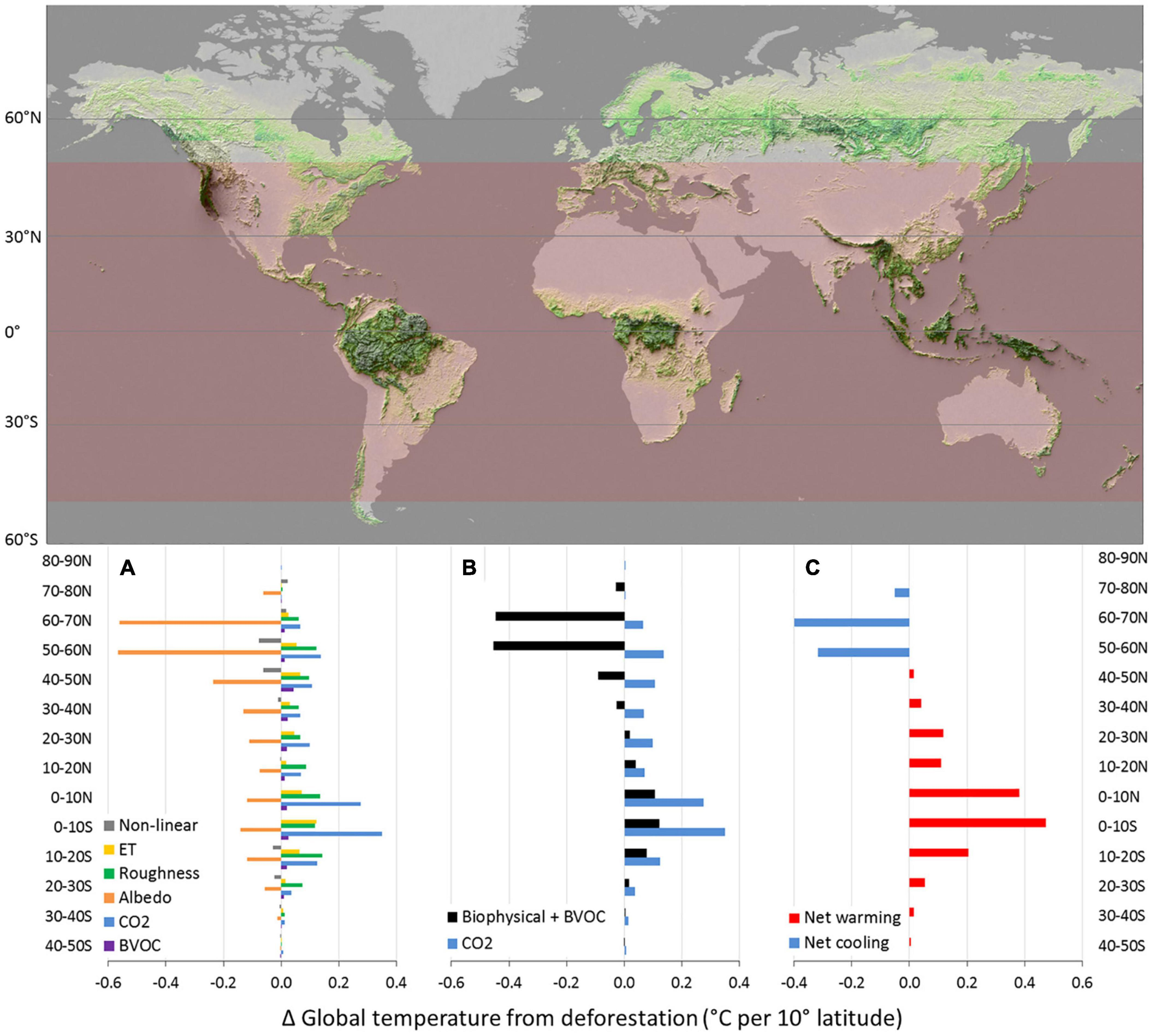
L'impact de la déforestation sur le climat régional par bandes de 10° de latitude. Cet impact est étudié à travers l'effet des aérosols biogéniques générés par les forêts (impliqués dans la formation du nuages), leur captation du et trois des effets biophysiques principaux des forêts (l'albédo relativement bas des couverts forestiers, l’évapotranspiration des arbres et la rugosité de la canopée). En évaluant l’impact qu’aurait une déforestation complète, les chercheurs trouvent qu'au total, ces effets biophysiques refroidissent la planète d’environ 0,5 °,.

Selon le rapport de la plateforme intergouvernementale scientifique et politique sur la biodiversité et les services écosystémiques (IPBES) de mai 2019, la surface forestière observée à cette date sur Terre représente 68 % de celle estimée à l'ère préindustrielle.
Selon l'Organisation des Nations unies pour l'alimentation et l'agriculture (FAO), 16 millions d’hectares de forêts disparaissaient annuellement sur Terre dans les années 1990, ce chiffre est passé au début du XXIe siècle à environ 13 millions d’hectares de forêts, les terrains étant convertis à d’autres utilisations, surtout agricoles, ou sous l’effet de phénomènes naturels. C'est l'équivalent de la surface de l'Angleterre, soit 40 terrains de football par minute. C'est l'équivalent en surface de 86 % de la forêt française qui disparaît ainsi chaque année.
Un rapport publié en 2020 a établi que le ralentissement de la déforestation s'est poursuivi avec 10 millions d’hectares déforestés chaque année entre 2015 et 2020. Selon ce même rapport, entre 2010 et 2020, 40 % de la déforestation auraient été dus aux productions agricoles destinées au commerce international (principalement élevage de bétail, cultures du soja et de palmiers à huile) et 33 % supplémentaires imputables à l’agriculture vivrière locale.
Recul des forêts primaires : sur la base des chiffres officiels envoyés par chaque état, le rapport FRA 2005 de la FAO conclut qu'à la suite de la déforestation ou de coupes sélectives, les plantations artificielles d'arbres ont encore augmenté, couvrant en 2005 près de 5 % des superficies boisées du monde ; les forêts primaires ou faiblement anthropisées ne constituent plus en 2005 que 36 % de la superficie forestière mondiale, continuant à disparaître ou être modifié à raison de 7,3 millions d’hectares par an.
Devenir des terrains : une partie des coupes sera suivie d'une régénération forestière, souvent lente ou médiocre, une autre partie sera plantée d'arbres de rentes (eucalyptus, palmier à huile, hévéa, cacaoyer, théier, caféier…) mais en Amazonie, la plus grande partie est transformée en culture de soja et ailleurs en champs (environ 75 % des pertes forestières sont dues à l'expansion agricole). En zone tropicale, ces champs se dégradent rapidement, pour évoluer vers une savane ou la désertification.
Perte de biodiversité : Sara Oldfield (en) suggérait en 1998 que près de 10 % des espèces d'arbres connues, soit environ 7 000 espèces, sont menacées d'extinction à court ou moyen terme (essentiellement en zone tropicale), et pour chaque espèce, c'est une richesse génétique plus grande encore qui est perdue.
Une enquête de la FAO portant sur les ressources forestières mondiales montre que, même si la déforestation reste préoccupante, son rythme a ralenti au début du XXIe siècle : la déforestation a concerné, en valeur nette (prenant en compte les reboisements et l'expansion naturelle des forêts) 5,2 millions d'hectares de surfaces boisées entre 2000 et 2010 contre 8,3 millions entre 1990 et 2000. Sur cette période 2000-2010, les régions les plus touchées sont l’Amérique du Sud qui a perdu environ 4,2 millions d’hectares par an et l’Afrique avec 3,4 millions d’hectares de perdus, où les causes sous-jacentes de la conversion des forêts pour des utilisations agricoles comprennent la croissance démographique, le développement de l'agriculture (agriculture commerciale en Amérique du sud, agriculture vivrière en Afrique), la sécurité de jouissance des droits fonciers et la gouvernance du changement d'utilisation des terres. L’Amérique du Nord et centrale affiche une légère perte nette. L’Europe a gagné 0,66 million d’hectares de forêt par an et l’Asie 2,2 millions d’hectares de forêt par an, grâce surtout au boisement à grande échelle mis en place en Chine. Les 0,77 million d’hectares de pertes de forêt en Océanie sont principalement dues à la sécheresse et aux incendies de forêts en Australie. Selon le Global Forest Watch (en), la déforestation a augmenté de 51 % entre 2015 et 2016 pour passer à 29,7 millions d'hectares par an, soit l'équivalent de la surface de la Nouvelle-Zélande. Cette augmentation est essentiellement due aux feux de forêts, à l'agriculture et à l'extraction minière.
En 2019, selon un rapport du Global Forest Watch, le couvert végétal des régions tropicales a diminué de 11,9 millions d'hectares, soit presque autant que l'année précédente, et 3,8 millions d'hectares de forêts primaires ont disparu, soit 200 000 hectares de plus qu'en 2018. 2019 est la troisième pire année de déforestation depuis le début du siècle. Le Brésil a détruit 1,36 million d'hectares (1,3 million en 2018) ; la République démocratique du Congo et l'Indonésie occupent, comme en 2018, les deuxième et troisième places mondiales.
En 2021, l'Agence spatiale brésilienne (AEB) a enregistré 28 060 feux en Amazonie.
L'observatoire Global Forest Watch, élaboré par le groupe de réflexion américain World Resources Institute (WRI) avec l'université du Maryland, révèle en mai 2025 que les régions tropicales ont perdu 6,7 millions d'hectares de forêt primaire en 2024, chiffre en hausse de 80 % par rapport à 2023. La principale composante de cette augmentation est celle des incendies plus importants alimentés par le changement climatique, qui représentent l'équivalent de 3,1 milliards de tonnes de CO2 émises dans l'atmosphère, soit un peu plus que les émissions liées à l'énergie de l'Inde. Les incendies dépassent pour la première fois l'agriculture parmi les causes de la déforestation. L'année 2024 a été la plus chaude jamais enregistrée dans le monde sous l'effet du changement climatique, aggravé par le phénomène naturel El Niño. Le Brésil, qui a placé la protection des forêts en bonne place des priorités de la présidence brésilienne de la COP30 et avait obtenu de bons résultats en 2023, a enregistré 2,8 millions d'hectares de destruction de forêt primaire en 2024, dont deux tiers attribués à des incendies, souvent allumés pour faire de la place au soja ou aux bovins ; la destruction de la forêt amazonienne a atteint son plus haut niveau depuis 2016.

## Terminologie

### Définition de la forêt
La définition exacte de la forêt varie selon les sources. Il s'agit d'une surface avec un minimum de couvert végétal atteignant la strate arborée.
Pour le FAO la superficie minimale d'une forêt est 1/2 ha, dont 10 % minimum de la surface est couvert d'arbre. Les arbres sont définis comme des éléments de végétation boisée hauts de plus de 5 mètres à maturité. Certains états et de nombreuses association et ONG ont des définitions plus strictes. Le programme de réduction des émissions de gaz à effet de serre dues à la déforestation et à la dégradation des forêts donne le choix aux États de définir la forêt comme des surfaces ayant un couvert arboré minimal entre 10 % et 30 %.
Selon la définition choisie la superficie de couvert forestier existant dans le monde actuellement varie fortement

### Distinction entre forêt et plantation d'arbres
Il y a lieu de distinguer déforestation brute de déforestation nette. La déforestation brute correspond à la destruction de forêts anciennes. La déforestation nette tient compte du reboisement, entre autres de la replantation d'arbre de rente comme le palmier à huile, l'acacia ou l'eucalyptus. Une forêt nouvelle ne remplit pas les mêmes fonctions qu’une forêt ancienne. Il y a perte de service pendant sa période de croissance. Elle n’a pas la richesse écologique d’une forêt qui a mis des siècles à développer son écosystème. Ses capacités en biodiversité et en stockage de carbone ne sont pas les mêmes. Gaël Giraud, économiste en chef à l’Agence française de développement déplore que la conférence de Paris de 2015 sur les changements climatiques, (Cop 21), n’ait pas clairement distingué la déforestation brute de la nette.

### Forêt primaire ou secondaire, ancienne ou récente
Greenpeace fait régulièrement la différence entre forêt primaire, qui n'aurait pas été modifiée par l'homme, et forêt secondaire. Aujourd'hui les dernières études tendent à montrer que toutes les forêts ont subi l'intervention de l'Homme à un moment ou un autre de leur histoire.
L'influence de l'Homme peut cependant s'être exercée à une époque lointaine et n'avoir été que limitée.

### Dégradation des forêts
Même si la forêt ne disparaît pas, d'après les critères développés plus haut, sa qualité peut diminuer en conséquence de son exploitation. Elle peut abriter moins de biodiversité et voir sa capacité à réguler le cycle de l'eau ou le climat restreinte. Ainsi même l'exploitation sélective des essences forestière a un impact sur l'écosystème forestier, via la fragmentation du milieu notamment.

## Historique

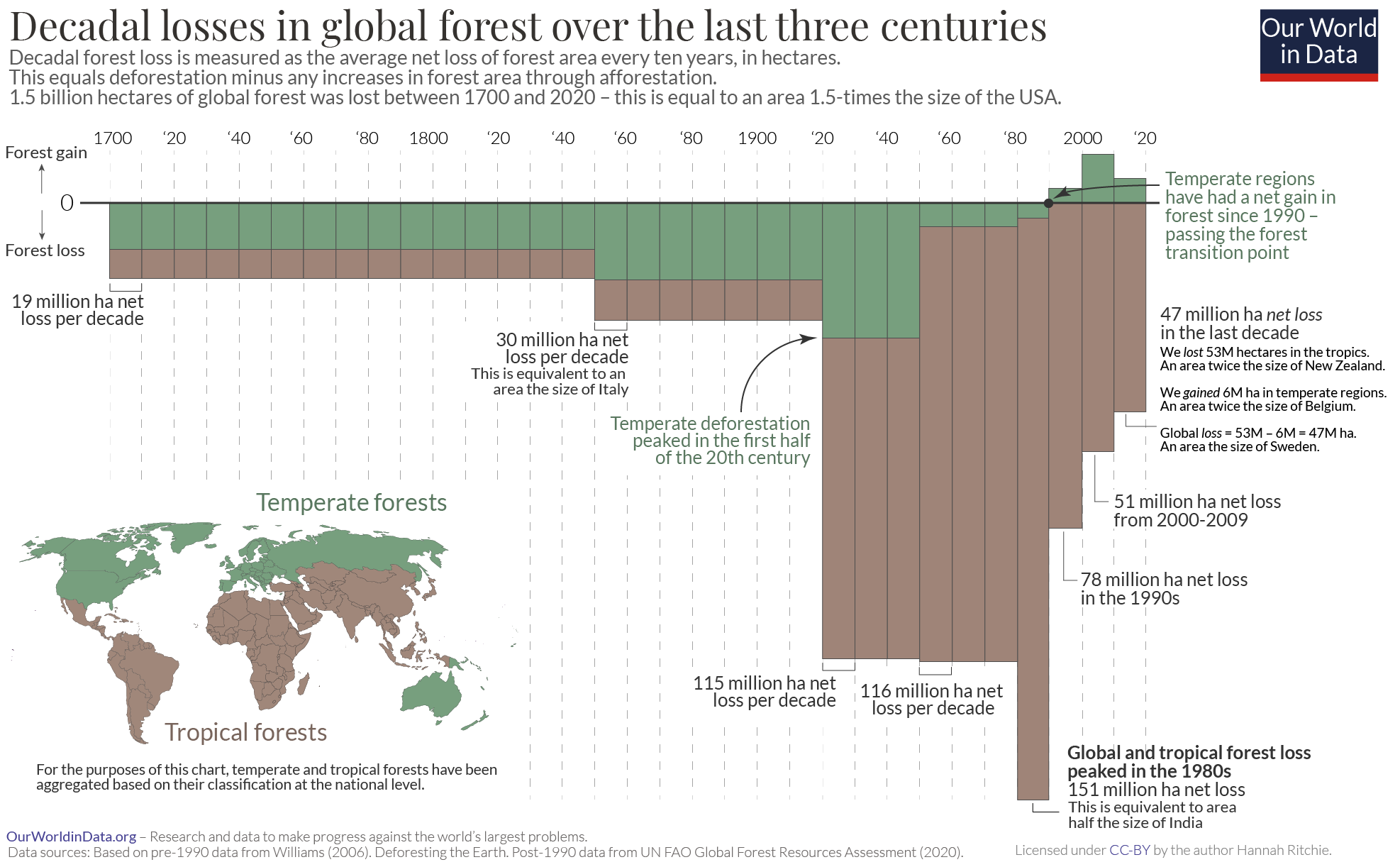
Pertes et gains décennaux du couvert forestier mondial.

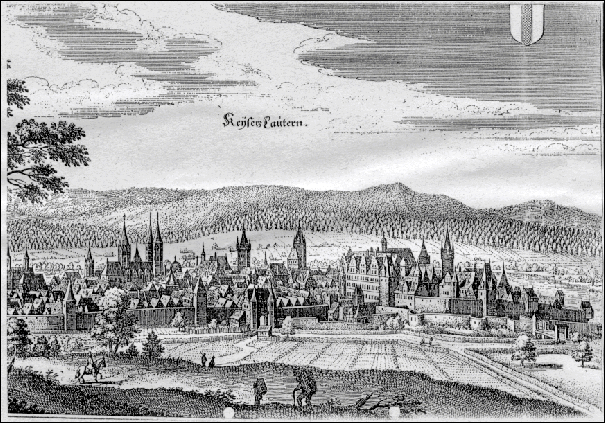
En Europe, le déboisement a été important autour des grandes villes médiévales et de la Renaissance

La déforestation est ancienne. Elle a commencé selon Williams dès la fin de la Préhistoire, avec une nette corrélation spatio-temporelle entre le recul des forêts et la densité de la population humaine en zone tempérée, même si des populations assez denses ont aussi pu localement vivre dans la forêt sans la détruire, en zone tropicale (ex : Amérindiens, populations d'Afrique subsaharienne et de l'actuelle Indonésie).
On pensait jusqu'à maintenant que l'Amérique du Nord avait échappé à ce phénomène. On croyait que les grandes prairies de l'ouest canadien étaient d'origines naturelles. On sait maintenant que les premières nations utilisaient le feu pour entretenir régulièrement ces vastes pâturages et empêcher la forêt de s'y installer.
Un cas historique hypothétique et médiatisé est celui du syndrome de l'île de Pâques où la surexploitation de la ressource en bois par les Pascuans aurait provoqué la chute de leur culture et de leur population. Aujourd'hui cette thèse est remise en cause. Un modèle mathématique a établi que leur population n'aurait pas dû dépasser 2 000 habitants pour qu'ils puissent durablement survivre sur l'île sans épuiser la ressource forestière qui leur était indispensable, le cocotier.
Un cas emblématique de l'irréversibilité de la déforestation est celui du cèdre du Liban, utilisé de façon intensive pour la construction navale et funéraire par les Égyptiens puis les Perses, les Turcs et les Romains : dès le Ier siècle les Romains avaient pris conscience de la raréfaction des cèdres et avaient mis en place un système de protection. Il n'en subsiste aujourd'hui que des îlots discontinus.

### Europe

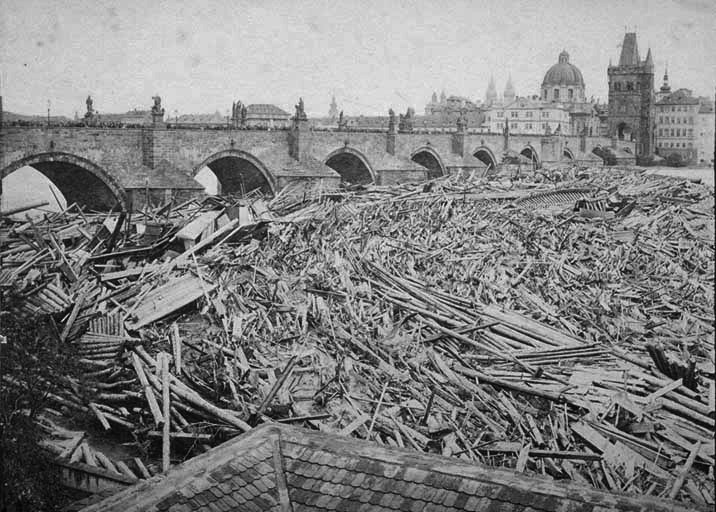
Accumulation de bois en amont du Pont Charles de Prague, en 1872. Les fleuves ont été les principaux axes de transport du bois (en radeau), contribuant pour une part à la déforestation de zones situées très en amont au profit des villes, des forges et des fonderies.

Évolutions comparées de la surface forestière et de la population en France. Malgré le développement de l'Administration des Eaux et Forêts et des textes réglementaires, la surface forestière continue de diminuer jusqu'au XIXe siècle. Ce recul est principalement dû aux défrichements pour la mise en culture en lien avec l'expansion démographique, l'implantation de communautés religieuses, l'urbanisation et la fourniture des matériaux de construction civile et navale, ainsi que du bois de chauffe.

La déforestation a accompagné l'homme presque partout où il s'est sédentarisé, l'agriculture restant encore aujourd'hui la principale cause de déforestation suivie de près par le besoin en bois de chauffage. Les feux de défrichement y ont beaucoup contribué[réf. souhaitée].
Les grands défrichement ont donc commencé dès le Néolithique, mais une phase de défrichements massifs débute à l'époque de l'empereur Auguste pour s'achever au XIIIe siècle, voire au XIVe siècle pour l'Europe de l'Est. La population agricole pendant cette période a environ triplé et l'espace colonisé doublé, voire triplé.
Les haches de silex reconstituées par les préhistoriens se montrent très efficaces, mais c'est surtout le travail des bûcherons et scieurs du Moyen Âge, ainsi que les techniques de transport par flottage du bois qui ont fait reculer la forêt médiévale pour alimenter les forges, les cheminées, les fours, les charbonniers et la construction.
Dans la mythologie grecque, pour mener vengeance en Grèce après la mort de Laomédon, le roi de Troie, ce qui conduit à la guerre de Troie, son petit-fils Pâris fait construire une flotte avec l'aide de Phéréclos. Le bois nécessaire déboise tant les forêts du Mont Ida voisin que la tradition nous rapporte que l'un des sommets est réputé désormais « chauve »,,.
La France a connu plusieurs Codes forestiers, dont le premier date de 1346, instauré par Philippe VI de Valois. La déforestation menée en France depuis le Moyen Âge afin d'étendre les terres agricoles, réduit la forêt à 15 % de sa surface à la fin du XIXe siècle[réf. souhaitée]. Au XVIe siècle, le poète Pierre de Ronsard dans son élégie XXIV, dite « au bûcheron de la forêt de Gastines », exprime notamment ces mots : « Écoute, bûcheron, arrête un peu le bras ». En 1850, le défrichement gagne les pentes, jusqu'aux sommets de moyenne montagne. Rapidement les forêts de plaine des zones tempérées d'Asie et d'Europe se dégradent en de pauvres taillis et séparées par de nombreux kilomètres. La déforestation européenne s'est arrêtée lorsque des recherches ont permis de rentabiliser l'extraction du charbon et d'utiliser les énergies fossiles, ce qui favorisa la révolution industrielle et permit des gains de productivité agricole : la fin du XIXe siècle marque alors un tournant, la forêt progressant de nouveau en surface et en volume de bois sur pied.
Les forêts européennes ont été abattues depuis le Néolithique. La Gaule du temps de Vercingétorix avait un taux de boisement inférieur à celui de la France actuelle[réf. souhaitée]. Actuellement[Quand ?], 23 % sont enforestés[incompréhensible]. Le taux de boisement augmente depuis plus d'un siècle, surtout en moyenne montagne et montagne, mais avec des forêts souvent moins naturelles et écologiquement fragmentées. En France, Colbert (1619-1683) a donné un coup d'arrêt à la déforestation et ordonné la plantation de forêts pour la construction navale, mais les besoins en bois ont causé une exploitation soutenue de la forêt qui au début du XIXe siècle, en tant qu'écosystème, était presque totalement détruite. Il a fallu de sévères mesures réglementaires (code forestier de 1827), les grands reboisements du second Empire et une loi sur la restauration des terrains de montagne (1860) pour changer ce que (Chateaubriand) qualifiait d'un « semblant de désert ».[réf. souhaitée]
On comprend intuitivement que de nombreux animaux dépendant directement ou indirectement des forêts disparaissent avec elles. Ainsi, J. Perrève, ancien procureur du roi et juge qui s'est intéressé au droit de la chasse écrivait en 1845 « Des milliers d'hêtres ont disparu depuis que notre sol forestier a si notablement perdu de son ancienne étendue, et la dépopulation progressive du gibier, douloureusement signalée de nos jours, est un des graves inconvénients attachés à l'ardeur immodérée des défrichements. Les cinq sixièmes au moins de ces anciens bois, que nous tenions d'une nature bienfaisante, et qui préparaient d'éternels ombrages à une longue suite de générations, n'existent plus ; il ne nous reste que quelques masses isolées, impuissantes à calmer les feux de la terre embrasée (…) Moins abondant, faute de nourriture et d'asile, le gibier diminue encore progressivement, et sa disparition notable est le résultat non contesté de cet état des choses. Le déboisement des forêts, des plateaux et surtout des revers des montagnes a rendu pauvre et languissante l'épaisse végétation d'autrefois ».

### Afrique
Concernant la France et sa contribution à la déforestation en Afrique, comme le rappelle Gaston Cadoux en 1930 : « La mise en valeur » de ses « richesses forestières coloniales est récente. C'est seulement de 1909 que date l'importation en France, dans un ordre de grandeur appréciable, de nos bois coloniaux [source insuffisante]. La guerre interrompit brutalement leur progression ; mais, au cours des hostilités, on se rendit compte de l'importance qu'aurait, d'abord pour la reconstitution des régions dévastées, puis pour notre redressement économique, une exploitation plus méthodique des immenses ressources forestières de notre domaine colonial ». C'est durant la Première Guerre mondiale, en 1917 que le Gouvernement français charge « de se rendre en mission dans nos colonies de l'Ouest africain un conservateur des Eaux et Forêts, M.A. Bertin, en qualité de conseiller technique des colonies. Il devait préparer les cadres d'une classification des essences africaines considérées comme susceptibles d'une exploitation importante et régulière ».

### Amériques

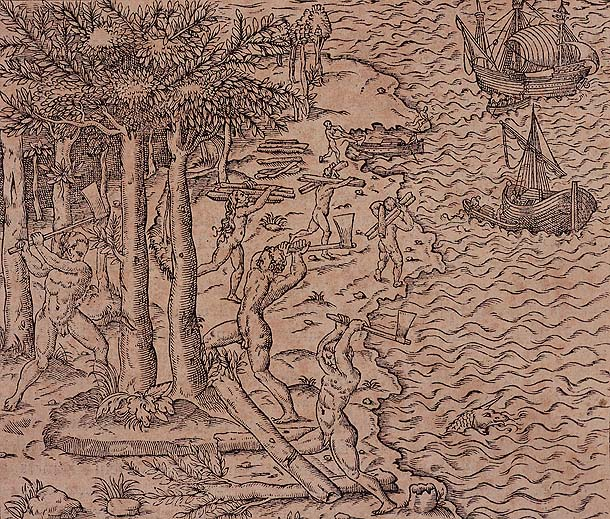
Vers 1570, au Brésil, avec des haches importées, les Amérindiens coupent leurs forêts pour les Européens Come ce peuple couppe et porte le brèsil es navires ; in Cosmographie universelle illustrée de diverses choses remarquables Vol. 2, André Thevet (franciscain), 1575

Avant l'arrivée des Européens aux États-Unis, près de la moitié de la surface des États-Unis était couverte par une forêt primaire.
Dès les débuts de la colonisation, certains s’alarmaient des effets d’un déboisement anarchique dont les effets pèseraient sur les générations futures. Dans la colonie fondée par William Penn en 1681 qui deviendra la Pennsylvanie, l’un des tout premiers États des États-Unis, il était prévu « de laisser un hectare d’arbres pour cinq hectares défrichés ». Ces sages préceptes n’ont pas été écoutés. Le 3 avril 1789, le Dr Nicholas Collin, recteur des Églises suédoises de Pennsylvanie, intervint devant la Société philosophique de Philadelphie et donna lecture d’un « Essai sur les recherches de Philosophie naturelle qu’il serait de l’intérêt des États-Unis d’entreprendre à présent » d’où il ressort que : « nos majestueuses forêts sont un trésor national qui mérite toute la sollicitude du philosophe et de l’homme politique patriote. Jusqu’ici, elles ont été abandonnées à la hache de bûcherons brutaux et sans prévoyance (…) N’est-il pas déplorable de voir que tant de cultivateurs américains détruisent ce dont leurs descendants regretteront amèrement l’absence ? ».
La forêt américaine commença de décroître vers le début du XIXe siècle. Un constat des conséquences d’une surexploitation des forêts sera établi notamment par deux Français :
- François André Michaux (1770-1855) se plaint dans un ouvrage traitant des arbres forestiers de l’Amérique du Nord[42] que, ni le gouvernement fédéral, ni ceux de chaque État, n’aient conservé des zones boisées. Il en est résulté des effets désastreux, notamment pour l’alimentation en bois de chauffe des villes et la fourniture de bois de construction (raréfaction de la ressource et augmentation des coûts) ;
- Jacques-Gérard Milbert (1776-1840) après avoir parcouru les États-Unis de 1815 à 1822 confirme les réflexions précédentes : « Mais il est un point où dans chaque canton le défrichement doit s’arrêter, si l’on veut, en peu d’années, voir se succéder à un pays verdoyant et fertile, une terre aride et dépouillée[43].

Excepté dans sa partie ouest, la forêt était presque effacée de la carte et du paysage au début du XXe siècle.

## Répartition mondiale

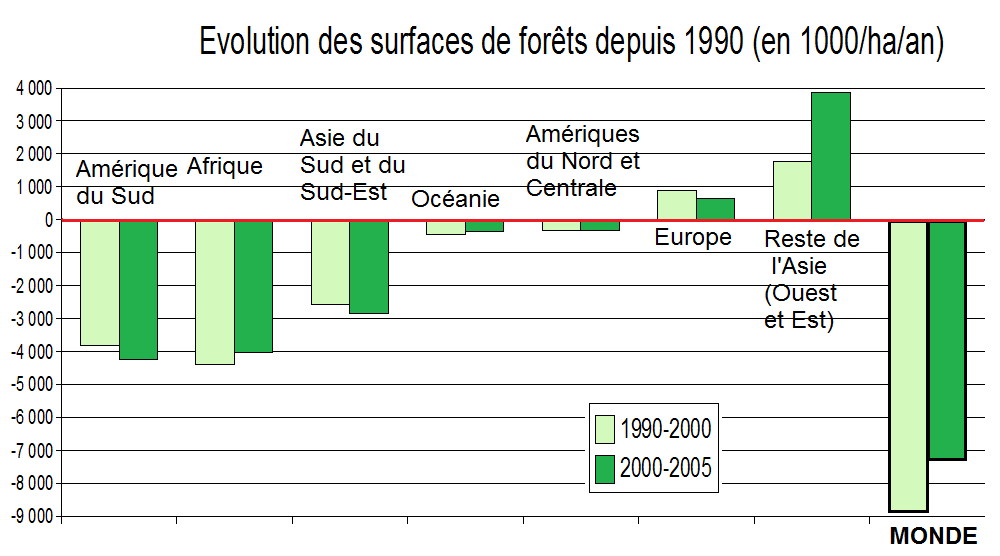
Évolution des surfaces de forêts entre 1990 et 2005.

Dans la seconde moitié du XXe siècle, les trois grandes zones de déforestation active, par taille décroissante de surfaces concernées sont : l'Amazonie, l'Afrique équatoriale et la zone Malaisie/Indonésie en Asie. Selon la FAO, c'est en Amérique du Sud que la perte nette de forêts a été la plus élevée de 2000 à 2005 (environ 4,3 millions d’hectares par an).
Sur les 12 millions d’hectares de forêts tropicales perdues en 2018, 1,3 million d'hectares se situent au Brésil, suivi par la République démocratique du Congo : 480.000 hectares et par l'Indonésie : 340.000 hectares ; au Ghana et en Côte d'Ivoire, où le taux de déboisement a atteint respectivement 60 % et 26 %, l'exploitation minière illégale est en cause, ainsi que l'expansion des exploitations cacaoyères.
Les deux premiers pays destructeurs de forêts pour 2000-2005 sont : le Brésil (avec 3,1 millions ha/an détruits (0,6 % de déforestation)) et l'Indonésie, avec 1,8 million ha/an détruit (2 % de déforestation). En 2012, l'Indonésie a abattu près de deux fois plus de forêt vierge que le Brésil, avec 840 000 hectares de forêt abattus.
Près des deux tiers des forêts du monde sont concernées par une forte déforestation depuis deux siècles (le siècle étant un « pas de temps » court pour la reconstitution d'un écosystème forestier qui s'effectue sur plusieurs siècles, voire plus de 1000 ans sur les sols les plus difficiles), avec une aggravation du phénomène principalement dans huit pays : Australie, Brésil, Chine, Inde, Indonésie, Russie, Pérou, république démocratique du Congo. Les États-Unis et le Canada ont stabilisé la déforestation, mais la forêt y a souvent été très artificialisée. Ailleurs, comme en Europe et au Japon, la forêt est stable ou gagne de la surface (en Suisse et en France notamment), mais elle perd de sa qualité en matière de biodiversité et surtout d'intégrité écologique, en particulier à cause de la fragmentation écologique par les routes et des plantations d'essences de rentes. Par ailleurs, ces derniers pays contribuent à la déforestation en étant parmi les premiers importateurs de tabac, de bois tropicaux et de soja (cultivé à la place de forêts tropicales détruites).
Évolutions récentes et déclarations contradictoires : à titre d'exemple, mi-2007, le ministère brésilien de l'environnement annonçait un « net recul » de la déforestation amazonienne (d'un tiers au cours des douze mois précédents, pour retrouver un niveau plus bas (équivalent à celui depuis les années 1970), mais six mois plus tard, l’Institut National Brésilien pour la Recherche Spatiale, concluait de l'analyse des images satellitaires que le rythme de la déforestation s’est à nouveau fortement accéléré les six derniers mois de 2007 en Amazonie, avec une perte d'au moins 3 200 km2 d'août à décembre 2007. Les analyses provisoires donnent les pertes ci-dessous :
| Août      | 243 km2 |
| Septembre | 611 km2 |
| Octobre   | 457 km2 |
| Novembre  | 974 km2 |
| Décembre  | 948 km2 |

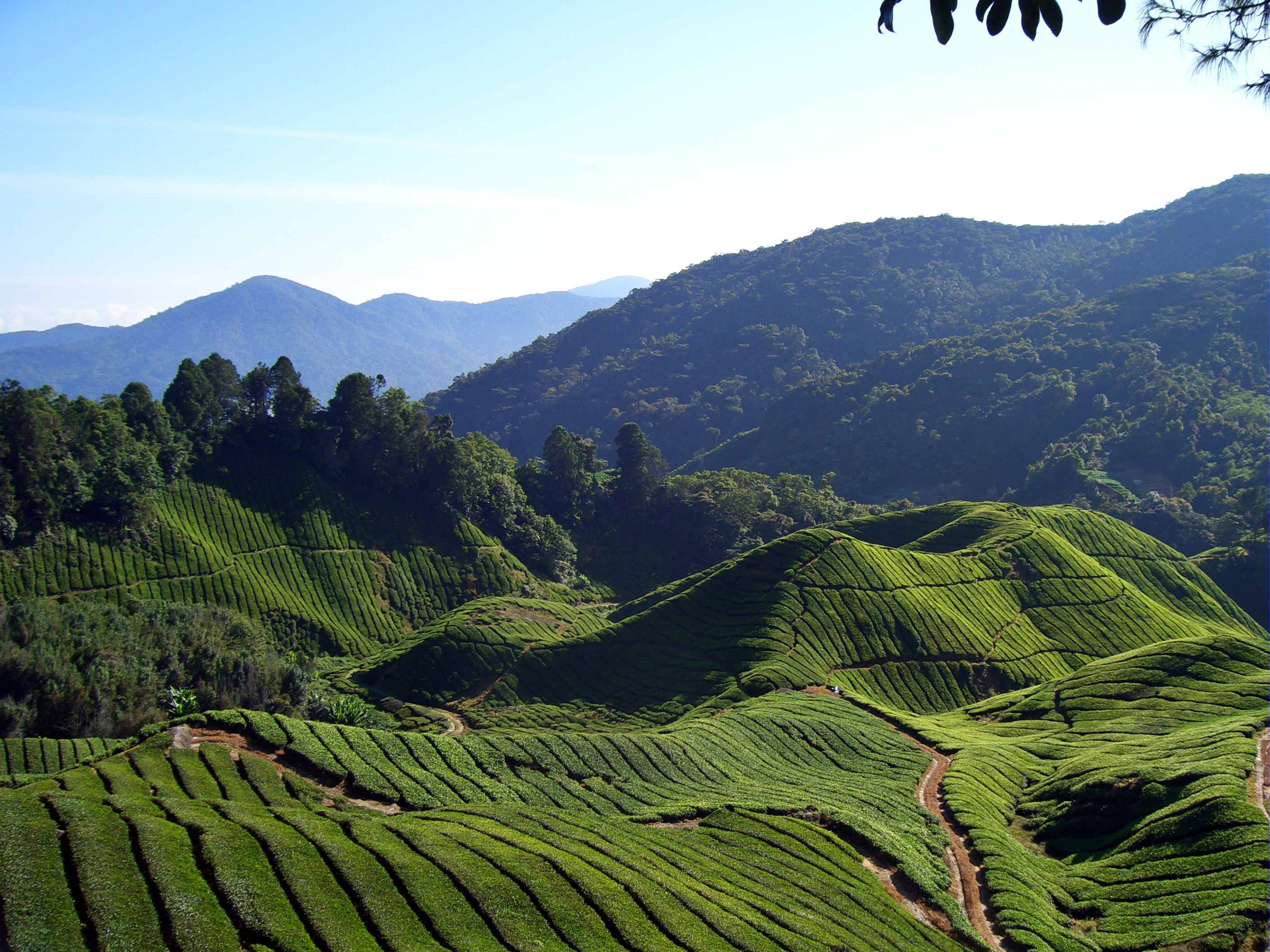
Même sur de fortes pentes, les cultures de thé et de café ont contribué au recul de la forêt (Malaisie).

C'est la première fois qu'une déforestation si rapide est mesurée à cette période de l'année. L'explication en serait l'explosion de la demande en agrocarburants[réf. nécessaire]. Selon le gouvernement brésilien, 80 % de la déforestation de l'Amazonie serait imputable à l'élevage de bétail. Quant à la déforestation de l'Indonésie, elle serait plutôt liée à la demande en huile de palme.
Le Brésil possède 63 % du bassin amazonien, soit 4,1 millions de km2 ; l'Amazonie brésilienne a déjà perdu 700 000 km2 de forêt, dont 18 % au cours des trente dernières années. Alors que les taux annuels de déforestation en Amazonie avaient diminué depuis plusieurs années, ils ont augmenté de 28 % entre août 2012 et juillet 2013 ; les États où la hausse de la déforestation a été la plus forte, le Mato Grosso et le Pará, sont ceux où l'exploitation forestière illégale est la plus importante : d'après des données satellite, 78 % de la production du Pará, premier producteur et exportateur de bois de l'Amazonie brésilienne, était illégale, et 54 % pour le Mato Grosso, deuxième producteur et exportateur.

## Causes
Les causes principales de la déforestation actuelle sont humaines. Un rapport du député Jacques Le Guen estime que la crise forestière mondiale est avant tout une crise de surconsommation : la mondialisation de l’économie expose les forêts tropicales à la pression du marché international. La conversion actuelle des forêts tropicales pour des cultures d’exportations constitue un accaparement indirect des terres par les pays industrialisés et ceux en transition (Chine, Inde).

### Activités humaines

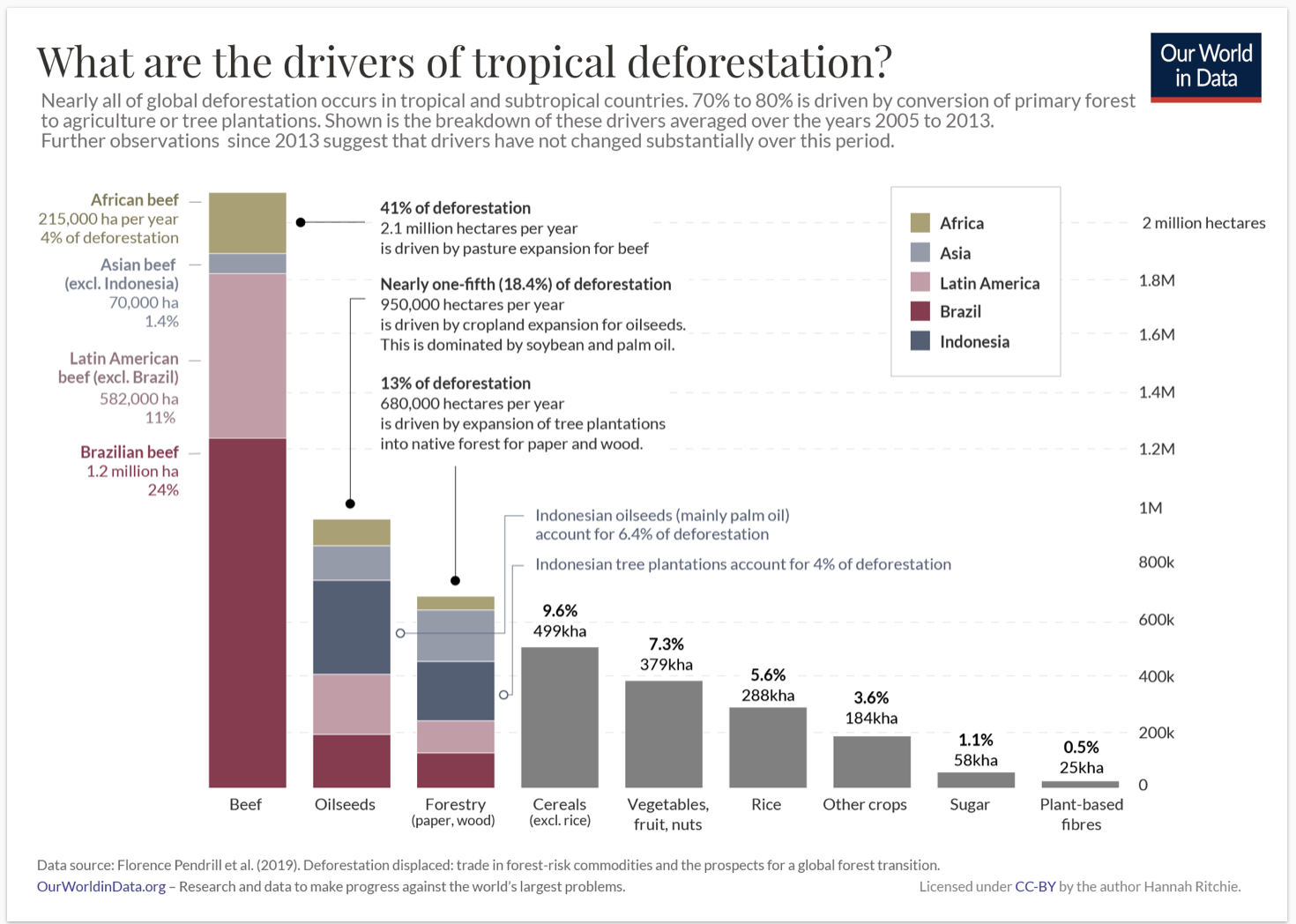
Causes de la déforestation tropicale

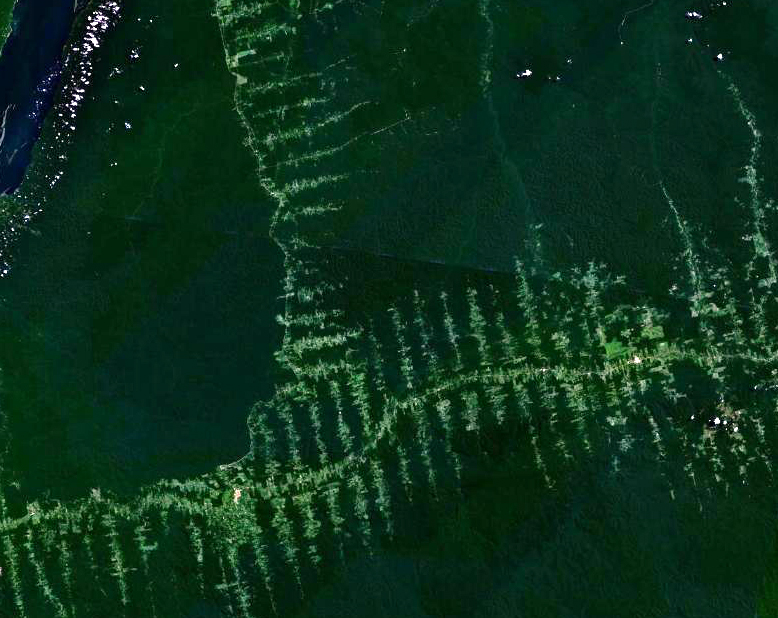
Les routes principales, puis secondaires, plus faciles que les fleuves sont les premiers axes de pénétration, de morcellement et de déforestation (ici en Amazonie). Les trouées suivent un « motif » caractéristique en « arêtes de poisson ». En zone tropicale, mêmes de petites coupes ont des effets graves sur la biodiversité.

L'homme interfère depuis très longtemps avec la forêt, mais ses impacts deviennent plus importants de par les armes (ex : fusil de chasse) et moyens techniques qu'il a récemment acquis (tronçonneuse, engins forestiers lourds, génie routier, etc.) au détriment de la forêt et de nombreux grands sites patrimoniaux.
La principale cause de la déforestation est la conversion des surfaces forestières pour de nouveaux usages, l'exploitation directe du bois vient en seconde position. Certains facteurs secondaires, liés à la dérégulation, peuvent venir aggraver la déforestation.

#### Cultures et élevage d'exportation
Ruth DeFries, professeur au Earth Institute (en) de l’Université Columbia, et son équipe ont étudié les facteurs qui peuvent avoir un impact direct sur la déforestation. À partir de caractérisations d’images satellites d’étendues forestières situées en Afrique, en Amérique latine et en Asie, ils ont mis en lumière une corrélation assez évidente entre le phénomène de la déforestation et l’expansion urbaine ainsi que l’exportation agricole dans ces régions. Selon l’analyse faite par DeFries et son équipe du Earth Institute, la croissance de la population en milieu rural n’a, à aucun moment, montré de lien évident avec la déforestation. En fait, l’amélioration continuelle des revenus des habitants dans les grandes villes, qui les poussent à consommer plus de viande, favorise grandement la déforestation, puisque davantage de terres sont consacrées à l’élevage et à la production de nourriture nécessaire pour nourrir les animaux.
Dans les années 1990, près de 70 % des zones déboisées ont été converties en terres agricoles. La déforestation en zone tropicale est causée principalement par l'élevage de bétail, la culture du tabac, du soja et du palmier à huile. En 1990, 75 % des terres déboisées, en Amazonie, étaient utilisées pour l'élevage. 16 % de la forêt amazonienne a été convertie en surface de culture pour le soja. Des effets pervers et différés existent aussi via par exemple la consommation dans les pays développés (de bétail ou de volaille, nourris par le soja cultivé au Brésil), ou le développement des agrocarburants (Brésil notamment).
Le défrichement de la forêt pour la plantation de palmiers à huile a un impact important à l'échelle mondiale, des recherches publiées en 2016 lui attribue 45 % de la déforestation en Asie du Sud-est, 31 % en Amérique du Sud (les chiffres sont moins importants en Afrique et en Amérique Centrale, 2 et 7 %), ce depuis 1989.
Dans l'État brésilien du Mato Grosso l’élevage est aujourd’hui la première cause de la déforestation, puisque 79,5% des terres déboisées y sont converties en pâtures pour le bétail, le Brésil est le premier exportateur de viande de bœuf au monde .

#### L'urbanisation et l'artificialisation des forêts
Un nombre croissant de forêts sont sous influence urbaine. Les dernières zones naturelles boisées sont de plus en plus fragmentées et mitées. Les forêts secondaires exploitées le sont aussi en raison notamment de certaines normes sylvicoles récentes et formes plus intensives d'aménagement forestier (véritables remembrements parcellaires organisés autour d'un réseau dense de voies forestières, éventuellement élargies) qui ajoutent leurs effets à ceux d'autres infrastructures (autoroutes, routes forestières…).
Des creusements de canaux et des centaines de grands barrages hydroélectriques construits depuis quelques décennies, ainsi que de nombreux travaux de drainage ou de pompage d'eau, ont aussi un impact majeur et durable sur la biodiversité forestière et la santé des arbres ; les lacs de réserve des grands barrages peuvent noyer de vastes espaces de forêt.

#### Construction de routes
Outre la déforestation nécessaire à la construction d'une route, toute l'urbanisation qui en découle aggrave la déforestation. Les populations s'installent ainsi aux abords de la voie de communication et défrichent pour obtenir de l'espace pour leurs habitations et des surfaces planes pour les cultures ou l'élevage. C'est par exemple le cas de la route interocéanique reliant le Brésil à la Bolivie, en passant par le Pérou.

#### Exploitation minière
Outre un certain déboisement, l'exploitation minière, dont l'orpaillage, provoque un empoisonnement de la terre et des eaux (ex : arsenic, cyanures, mercure et autres métaux lourds ou radionucléides…), avec des conséquences parfois durables sur la végétation : la mine des Carajás au Brésil a ainsi détruit 150 000 km2 de forêt, et l'orpaillage guyanais et du Surinam empoisonne des milliers de km de cours d'eau forestiers par le mercure, jusqu'au cœur pourtant peu accessible de la jungle. Ces activités modifient souvent le cycle de l'eau via des pompages, drainages ou détournement de grandes quantités d'eau qui peuvent en priver la forêt ;

#### Marché du bois
L'exploitation anarchique et illégale des ressources forestières du Sud est encouragée par les besoins locaux en bois de construction et bois de feu, mais aussi par la consommation de papier, bois et meubles ne garantissant pas une provenance légale ni une bonne gestion forestière au Nord, dont maintenant en Chine [réf. nécessaire]. La part de responsabilité du commerce et de l'exploitation du bois fait débat ; ainsi, la contribution directe du marché international des bois tropicaux ne serait pas dominante en termes d'impact direct en Amazonie, Asie et Afrique. ex. : Le prélèvement de bois d'exportation au Cameroun serait d'environ 1 tige/ha (soit 10 à 15 m3) par 30 ans (en Afrique il faut souvent parcourir l'équivalent de six terrains de football pour trouver un arbre intéressant pour le marché international, qui ne prélève qu'une faible part des essences tropicales, mais en contribuant néanmoins à la fragmentation forestière via les pistes nécessaires à l'exploration et au débardage, qui peuvent ensuite être utilisées pour un déboisement illégal, le brûlis, la chasse de viande de brousse, etc.

#### Bois de feu
Dans les pays en voie de développement, les trois quarts du bois servent de combustible utilisé dans des installations peu efficientes ; ceci a causé la déforestation presque totale d'Haïti. En zone sahélienne, la demande en charbon de bois est importante. Au sud de l'Afrique, plus de 140 000 hectares de terrains boisés indigènes disparaissent chaque année pour fournir du bois pour le séchage du tabac ; c'est 12 % de la déforestation annuelle totale de la région ;

#### Facteurs aggravants
Le non-respect des règles environnementales, ou le recul des protections traditionnelles (forêts sacrées…) exacerbent le risque de déforestation ;
Dans certains pays en l'absence de plan de gestion, l'exploitation est anarchique ou de grandes portions de forêt peuvent être converties à d'autres usages.

##### Conflits
Ils causent et entretiennent certaines déforestations (légales ou illégales). La déforestation est source fréquente de graves violences, voire de meurtres pour les populations autochtones et ceux qui comme Chico Mendes ont voulu organiser la protection de la forêt. Les coupes illégales et le trafic illégal de bois privent de nombreux États et communautés des revenus ou services qu'ils auraient pu en tirer.
Des causes indirectes sont les guerres de pays voisins avec afflux de réfugiés en forêt, des difficultés sociales, pauvreté, l'explosion démographique, l'absence de réglementation au sein des pays concernés (qui découle en partie de l'ignorance et du désintérêt des acteurs et des consommateurs, ou de freins à la mise en place de lois forestières). Souvent un cercle vicieux entretient cette situation ; ainsi selon le réseau FERN, « le bois illégal finance l’achat des armes et alimente les guerres civiles » (ex : au Cambodge, en République Démocratique du Congo (RDC) et au Liberia) ;

### Facteurs naturels
Actuellement[Quand ?], les facteurs naturels ayant une influence sur le couvert forestier incluent de nombreux facteurs. Les maladies et les champignons sont aidés par la présence de cultures monospécifiques, voire de cultures composées d'arbres clones. En effet lorsqu'un arbre est atteint, tout le peuplement suit car chaque arbre dispose de la même vulnérabilité. La graphiose de l'orme (Ceratocystis ulmi) est ainsi responsable de la mort de la quasi-totalité des ormes d'Europe durant les années 1980.

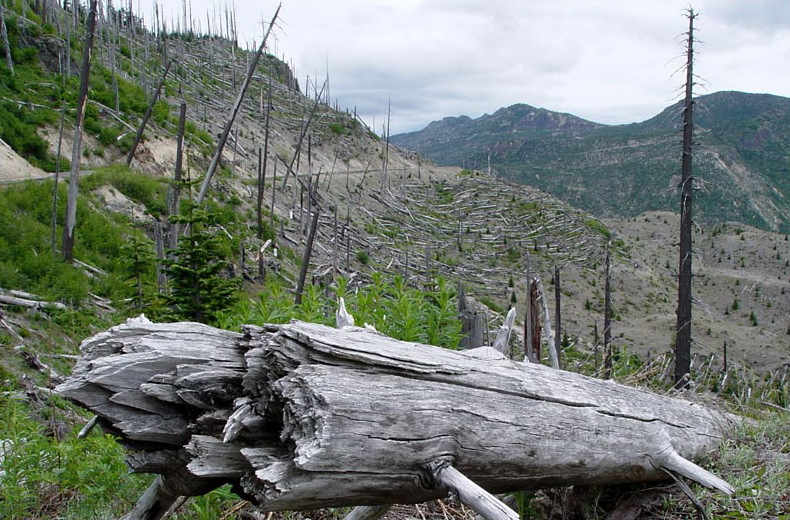
L'éruption du Mont Saint Helens provoqua la destruction de nombreux arbres.

Les proliférations d'espèces comme les grands herbivores (favorisés par la disparition de leurs prédateurs) ou les insectes phytophages (favorisés par les cultures monospécifiques et le réchauffement climatique) peuvent être extrêmement destructrices, comme au Québec où la Tordeuse des bourgeons de l'épinette a provoqué entre 1938 et 1958 la mort de 60 % des sapins (Abies balsamea) et de 20 % des épinettes (Picea mariana et Picea glauca) bien que ces épidémies se produisent dans des forêts naturelles gigantesques et non dans des plantations monospécifiques. En 1975, 35 millions d'hectares étaient touchés. Ces épidémies sont récurrentes et font partie intégrante de la dynamique de la forêt boréale, mais on estime que le réchauffement de la planète pourrait réduire la période de temps entre deux épidémies en plus d'en augmenter les intensités. Dans le Sud de la France, les années 2003-2006 ont été très chaudes et sèches provoquant des épidémies dévastatrices dans les peuplements d'épicéas communs. Les forestiers locaux estiment que l'épicéa, introduit dans le Sud Massif Central et dans les Pyrénées dans les années 1950-60, pourrait devenir un reliquat d'ici quelques années, créant une pénurie de bois résineux dits « blancs » utiles pour la papeterie.

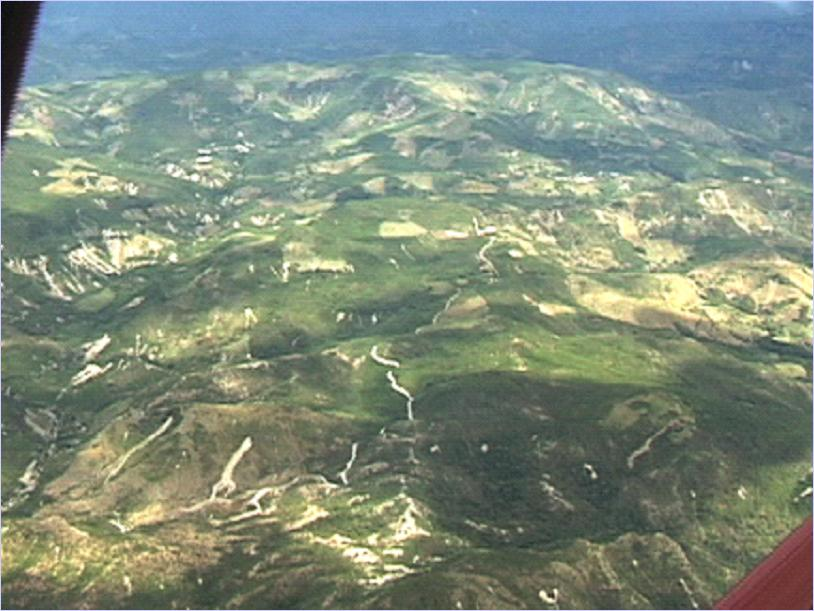
Déforestation au Honduras, exacerbée par le cyclone Mitch d'octobre 1998

Les orages secs créent avec leurs éclairs et vents induits des feux de forêts spectaculaires dans les forêts boréales (Canada, États-Unis, Sibérie Orientale et Nord de la Chine) ainsi que dans les forêts tropicales sèches lors de phénomènes macroclimatiques (El Nino en Indonésie). La tempête de 1999 par exemple détruisit 160 millions de m³ de bois rien qu'en France. L'éruption volcanique du mont Saint Helens aux États-Unis provoqua la destruction massive de plusieurs dizaines de kilomètres carrés de bois.

## Conséquences

### Sols
La déforestation expose davantage les sols aux rigueurs du climat : le lessivage par les pluies non freinées par la végétation emporte l'humus et découvre la roche-mère. Faute de racines pour retenir le sol, les glissements de terrain sont souvent favorisés en bordure de falaise, etc.

### Biodiversité

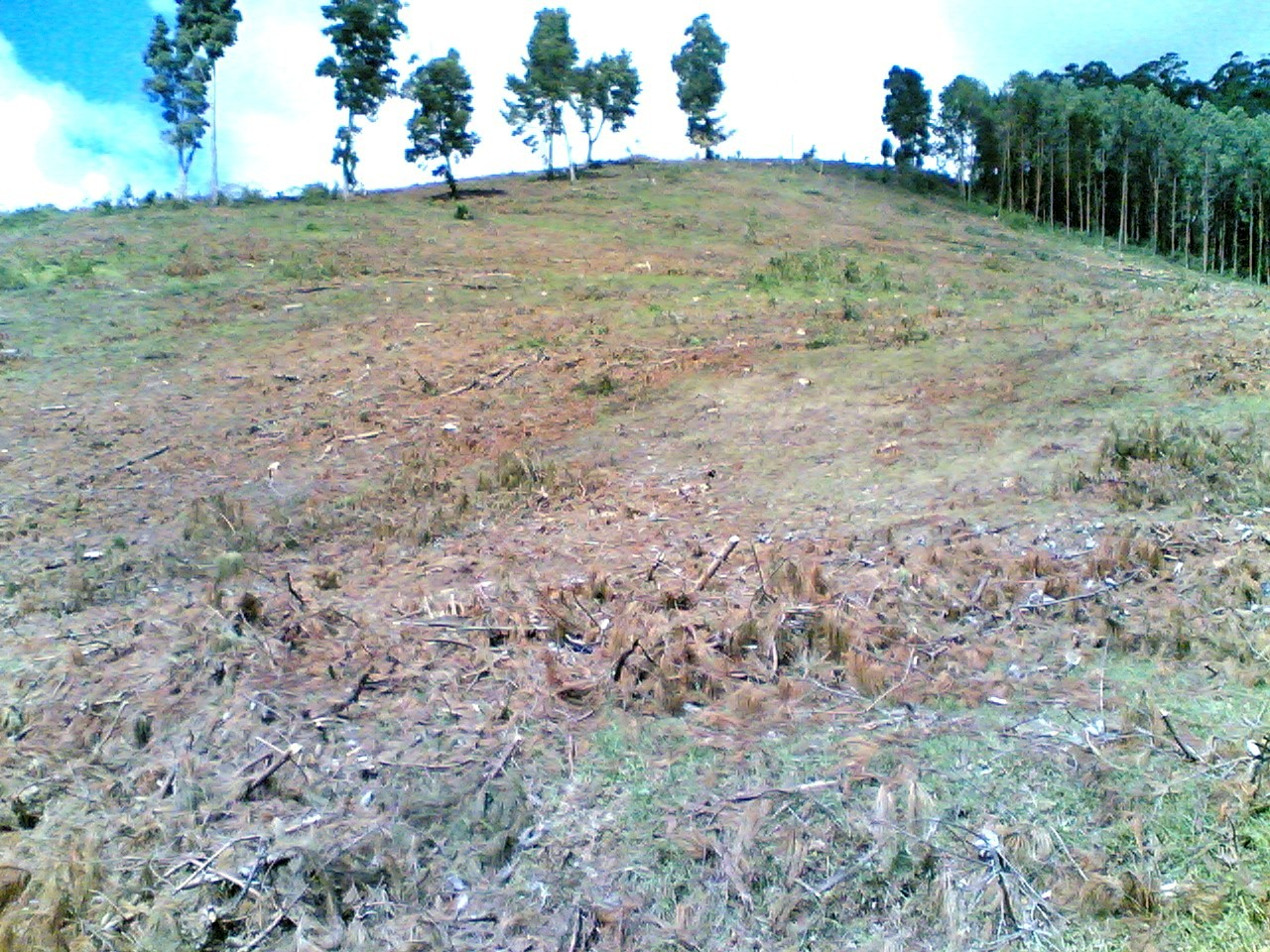
Déforestation agricole sur les monts Usambara (District du Lushoto, région Tanga, Tanzanie).

La déforestation est une destruction d'habitats de milliers d'espèces animales et végétales, souvent condamnées à localement (ou globalement) disparaître. Elle perturbe les équilibres et les assemblages d'espèces, souvent en ajoutant ses effets à ceux de l'agriculture, du roadkill ou de l'urbanisation fréquemment associées à la déforestation. C'est aussi un facteur de fragmentation écopaysagère, qui diminue la résilience écologique des forêts. La forêt est en effet le milieu terrestre qui abrite et nourrit le plus d'êtres vivants.
On distingue la « déforestation brute », où les plantations ne sont pas prises en compte, de la « déforestation nette », où celles-ci sont prises en compte, mais une forêt replantée ne remplace jamais une forêt primaire, même comme puits de carbone. Un contrôle de la déforestation nette tend à privilégier la fonction de stockage du carbone, en négligeant la perte de biodiversité induite par les destructions des forêts naturelles.
Au début du XXIe siècle les effets de la déforestation sont encore mal cernés notamment parce que l'extension des surfaces forestières comme celle de la déforestation ne sont pas des données scientifiquement établies et indiscutables. Le manque de cartographie précise des menaces pesant le plus sur la biodiversité a freiné les stratégies de conservation forestière.
Les modèles écologiques théoriques prédisaient néanmoins une forte diminution de la biodiversité là où les habitats deviennent plus rares, plus petits et plus fragmentés dans le paysage, avec un risque accru d'effondrement (de la biodiversité) quand ils ne comptent plus que pour 10 à 30 % de ce paysage,,.
En 2016, les données disponibles confirment l'intuition qu'en forêt tropicale, la biodiversité est mieux conservée dans les paysages peu fragmentés par l’homme, et quand le dérangement humain est minimal (le dérangement peut y doubler la perte de biodiversité liée à la déforestation).

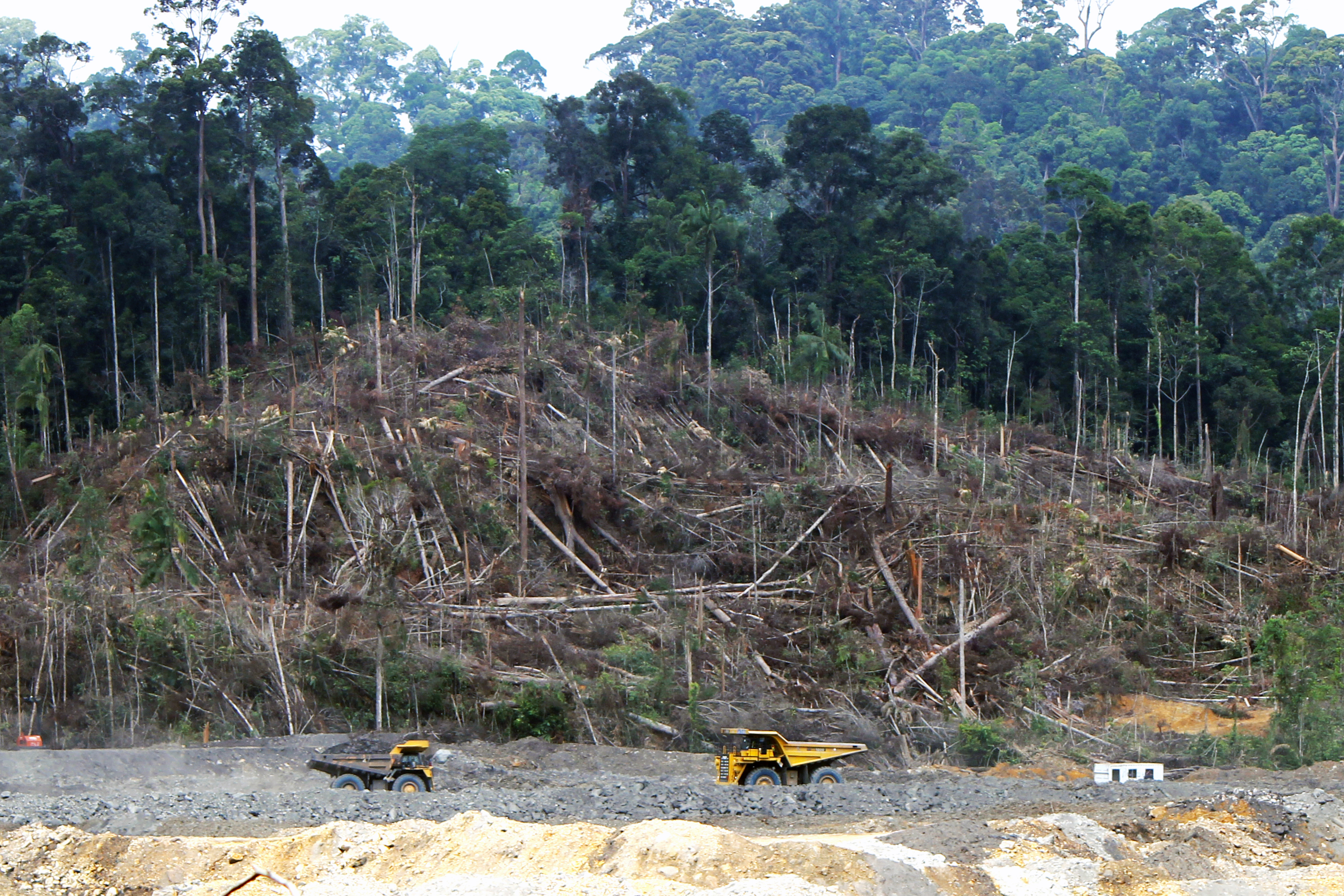
Déforestation à Bornéo

Un an plus tard, la revue Nature publie un travail confirmant que le recul mondial de la forêt naturelle érode de manière « disproportionnée » la biodiversité ; les derniers paysages et forêts intacts devraient être protégés concluent les auteurs. Cette étude s’est basée sur les données les plus récentes disponibles sur les modifications du couvert forestier mondial, pour étudier les conséquences du recul de la forêt naturelle ou semi-naturelle sur 19 432 espèces de vertébrés du monde entier figurant dans la Liste rouge UICN des espèces menacées à court ou moyen terme. Sans surprise, là où le couvert forestier recule, les risques qu’une espèce soit classée comme menacée, qu’elle figure dans une catégorie de menace plus élevée et qu'elle présente des populations en déclin augmentent « considérablement ». Un élément nouveau et important est que cette étude montre que ce risque est « disproportionné » dans des paysages relativement intacts et en particulier dans les hot-spots de biodiversité que sont les immenses massifs forestiers tropicaux de Bornéo, d'Amazonie centrale et Forêt du bassin du Congo ; Partout où des chercheurs ont porté leur regard, même une très faible déforestation (routes, pistes forestières, aires de stockage, petite urbanisation…) a eu de graves conséquences pour la biodiversité des vertébrés (et très probablement donc pour d’autres espèces qui en dépendent). Les auteurs soulignent qu'ils n’ont pas trouvé d’éléments significatifs en faveur de l’idée reçue qui est que la perte de forêt serait la plus grave et la plus préjudiciable dans les paysages déjà fragmentés ; pour les 3 plus grandes forêts tropicales (de Bornéo, d'Amazonie centrale et du bassin du Congo), au rythme actuel de leur dégradation, une modélisation prédit que rien que pour les vertébrés, 121 à 219 autres espèces rejoindront la liste des espèces menacées dans les 30 prochaines années, et les effets du changement climatique pourraient aggraver les choses, de même que la dette d’extinction (voir Dette d'extinction). Or l’artificialisation du monde s’aggrave rapidement et seules 17,9 % de ces trois zones sont actuellement formellement protégées et moins de la moitié (8,9 %) ont une protection stricte. De nouveaux efforts de conservation et de restauration de l’intégrité écologique des forêts sont urgemment à mettre en œuvre à grande échelle (mégaréserves naturelles, réellement protégées, déjà suggérées en 2005 par C Peres) « pour éviter une nouvelle vague d'extinction globale ».

### Cycle de l'eau
Les forêts participent activement au cycle de l'eau, dont via l'évapotranspiration et l'infiltration vers les nappes. Les forêts contribuent même plus que tout le reste de la flore au phénomène d'évapotranspiration, qui influence la pluviométrie et ce qu'on appelle les « hydroclimats ». Ce sont elles qui entretiennent une hygrométrie élevée, parfois constante, dans les zones tropicales humides, ce qui est une condition favorable à une très haute biodiversité. Leurs racines vont chercher l'eau jusqu'à plusieurs dizaines de mètres de profondeur, ou de distance[réf. nécessaire] et facilitent l'infiltration des pluies.

### Pluviométrie et climat
Depuis les années 1980, de nombreux modèles et simulations informatiques laissaient penser que la déforestation récente et actuelle réduit fortement la pluviométrie (théorie « dessicationniste »),,,. En croisant des analyses satellitaires et météorologiques, les scientifiques ont récemment (2012) confirmé que — à grande échelle en zone tropicale (Amazonie et bassins du Congo notamment) — la déforestation a cet effet de diminution des pluies, non seulement localement, mais aussi à échelle régionale et jusqu'à des milliers de kilomètres de là, même quand des pâturages ou cultures remplacent ces forêts, (les pâtures contribuent en zone tropicale bien mieux que les champs à recharger les nappes, mais les forêts sont encore plus performantes (dix fois plus que les pâtures) ; les forêts tropicales interceptent 50 % environ de la pluie. Cette eau est acheminée vers les nappes ou rendue à l'atmosphère via l'évapotranspiration qui contribue à recharger l'atmosphère en humidité, source de nouvelles pluies (« Sur plus de 60 % des zones tropicales terrestres, l'air qui a circulé sur une zone extensivement végétalisée dans les quelques jours qui précèdent, produit au moins deux fois plus de pluie que de l'air ayant circulé sur une zone peu végétalisée »).
Sur cette base, on peut estimer qu'au rythme actuel de conversion des forêts, le bassin amazonien (l'un des plus grands du monde) pourrait subir une perte d'environ 12 % de sa pluviométrie en saison humide, et une baisse de 21 % en saison sèche en 2050. Et il faut s'attendre à ce que des réductions s'étendent jusqu'au bassin hydrographique du Río de la Plata à des milliers de kilomètres au sud de l'Amazonie, dans le sud du Brésil, au nord de l'Argentine, du Paraguay et de l'Uruguay. Si le Brésil respecte son engagement à limiter les taux « historiques » de déboisements (de 80 %) d'ici l'an 2020, ces prévisions pourraient cependant être revues à la baisse.

### Catastrophes naturelles
Une moindre pluviométrie augmente les risques d'incendies. De plus, sur les pentes, même faibles, la déforestation aggrave les glissements de terrain, avalanches et coulées de boue, augmente la turbidité et la pollution des cours d'eau, au détriment de la plupart des espèces animales et végétales, jusqu'à l'estuaire et au-delà[réf. nécessaire]. L'humus forestier fixe dans ses complexes argilo-humiques de nombreux métaux lourds et polluants (dont eutrophisants naturels). Il limite le ruissellement et l'érosion en favorisant l'infiltration d'une eau épurée vers les nappes. Sa disparition aggrave les problèmes d'inondations, de sécheresse, et de pollution de l'eau. L'eau « filtrée » par les forêts alluviales alimente aussi certains fleuves : 30 mètres de forêt riveraine retiennent la quasi totalité des nitrates agricoles. La déforestation augmente encore les problèmes de manque d'eau potable. C'est pourquoi de nombreuses législations ont créé des forêts dites « de protection », théoriquement intouchables.

### Coûts financiers et humains
Les dégâts induits par la déforestation (dont crues, inondations et coulées de boue) sont de plus en plus coûteux et dévastateurs et ils pourraient être aggravés par le dérèglement climatique (avec des marges d'incertitudes qui restent encore à réduire concernant les effets futurs attendus, car le climat répond aussi à la modification de l'occupation des sols).
Les sédiments emportés et pollués doivent être coûteusement curés et stockés, en posant des problèmes de gestion jusque dans les estuaires et en mer où elles exacerbent les phénomènes de zones mortes.
Cette eau qui ruisselle emporte avec elle le sol, qui se retrouve dans le lit et l'embouchure des rivières. Le Rhône a ainsi perdu deux mètres de profondeur en amont de Lyon à cause de la déforestation des alpages de montagne et du labour excessif de son bassin versant.
La rivière encombrée étend donc son lit, aggravant encore les inondations et provoquant des coulées de boue meurtrières, comme ce fut le cas en Chine qui a compris à ses dépens l'utilité des forêts[réf. nécessaire]. La déforestation en Chine est stoppée et des dizaines de milliers d'hectares sont reboisés, mais le problème a été simplement déplacé car la Chine est devenue un des plus grands importateurs de bois tropicaux et européens[réf. nécessaire].
La désertification menace 900 millions de personnes (dont 450 000 paysans dans le sud-ouest de Chine) et touche 3,5 milliards d'hectares, soit le quart des terres émergées.
L'émergence de nouvelles maladies infectieuses est liée aux activités humaines perturbant l'équilibre des écosystèmes. Par exemple, l'Institut de recherche pour le développement indique que « le déboisement des forêts primaires reste l'une des causes principales de l'apparition de nouveaux agents infectieux et de leur circulation épidémique dans les populations humaines ». En effet, les forêts jouent un rôle essentiel pour la biodiversité terrestre, élément stabilisateur des agents pathogènes
La déforestation expose davantage l’humanité à de nouveaux virus. Ainsi, les espèces de moustiques vecteurs d’agents pathogènes humains sont deux fois plus nombreuses dans les zones déboisées que dans les forêts restées intactes. La déforestation contraint aussi les chauves-souris à migrer et à se rapprocher des habitations, favorisant les risques de transmission de maladies. En outre, la journaliste Sonia Shah relève qu'« en grignotant petit à petit les forêts du Nord-Est américain, le développement urbain chasse des animaux comme les opossums, qui contribuent à réguler les populations de tiques […]. Résultat : les maladies transmises par les tiques se répandent plus facilement ».

### Climat

Émissions de CO2 par habitant dues à la déforestation pour la production alimentaire

Selon le groupe d'experts intergouvernemental sur l'évolution du climat (GIEC), la déforestation contribuait à la fin du XXe siècle à environ 20 % des émissions de gaz à effet de serre.
La déforestation provoque :
- une modification du climat mondial et local ; la forêt interagit avec le climat via le cycle du carbone, mais elle le fait aussi via les flux d’énergie (albédo) et d’eau (évapotranspiration/stockage/infiltration) entre la terre et l’atmosphère[103]. La flore évapotranspire en rafraichissant l'air. Elle absorbe la lumière et une part de la chaleur, là où un sol nu et clair renvoie l'énergie du soleil vers l'atmosphère (albédo). La température ambiante peut croitre de 10 °C après une déforestation en zone tropicale, réchauffement qui modifie la pression atmosphérique, qui elle-même influe sur le déplacement des masses d'air et des cellules de tempêtes. Il peut aggraver des phénomènes de désertification ou de salinisation et modifier des cycles pluviométriques à échelle régionale[104], voire mondiale[réf. nécessaire], provoquant sécheresse et inondations anormales. La déforestation, en diminuant l'évapotranspiration, pourrait diminuer les précipitations en Amazonie[104] ;
- une modification du cycle du carbone et des puits et stocks de carbone. La biomasse forestière emmagasinait de 1990 à 2005 environ 283 gigatonnes (Gt) de carbone, mais avec une diminution enregistrée à l’échelle mondiale de 1,1 Gt par an. La somme des stocks de carbone de la biomasse forestière, du bois mort, de litière et de l'humus et du sol est supérieur de 50 % au carbone présent dans toute l’atmosphère[45]. Si les forêts représentent 40 % de la quantité de carbone de la biomasse sur Terre, on comprend que leur dégradation puissent faire doubler le taux de CO2 de l'atmosphère. Bien que les arbres absorbent jusqu'à 20 % de CO2 en plus du fait même de l'augmentation du taux de CO2 atmosphérique, la déforestation rejette 1,1 Gt de carbone chaque année. L'effet sur le changement climatique est donc considérable. 
Une part importante du carbone est stockée dans les sols forestiers (en zone tempérée notamment). La déforestation peut causer l'érosion ou la dégradation de ces puits de carbone. Quand la déforestation se fait en incendiant les arbres, le stock de carbone constitué par les arbres sur pied, est en grande partie (hors cendres et charbon de bois) directement renvoyé dans l'atmosphère. En 2016, après avoir croisé les données de réchauffement avec les données satellitaires de déforestation, Alkama et Cescatti ont conclu que la déforestation accroit bien les variations diurnes de la température, augmente les températures moyennes et maximales de l’air, et provoque un réchauffement important (lié aux émissions de CO2 résultant du changement d'affectation des sols)[103]. Ces effets sont les plus marqués en zone aride puis en zone tempéré, puis tropicale et boréale[103]. 
Sur la période 2003-2012 la variation du couvert forestier aurait ainsi généré un réchauffement biophysique moyen des terres correspondant à environ 18 % du signal biogéochimique mondial dû aux émissions de CO2 résultant du changement d'affectation des sols[103].

### Activités humaines
Une étude scientifique rapporte que la déforestation n'améliore l'Indice de développement humain (IDH) des populations que temporairement, elle entraîne un déclin de productivité des activités économiques à cause, par exemple, de l'épuisement des ressources en bois ou de la dégradation des pâturages. En Amérique du Sud, notamment au Brésil, les populations locales sont menacées par la déforestation dans leur mode de vie traditionnel. Disparition de patrimoines culturels liés à la forêt, et souvent la mort des populations autochtones : au XXe siècle, au moins 90 tribus[réf. nécessaire] dépendantes de la forêt ont disparu avec leur langue, leur savoir et leur culture.
À Bornéo dans le Kalimantan (partie indonésienne de l'île), les peuples autochtones (Dayak, Punan, etc.) sont sérieusement affectés par la déforestation. La culture des Dayaks, un peuple riche d'environ 4 millions d'âmes qui vit dans et de la forêt de Bornéo, est durement menacée par la déforestation qui ravage leurs terres ancestrales, l’un des écosystèmes les plus riches en biodiversité de la terre.
L'économie forestière, mais aussi rurale sont détruites là où la désertification ou les plantations industrielles suivent la déforestation. La déforestation au profit des cultures industrielles de tabac, de soja ou de palmier à huile entraîne, outre un effondrement de la biodiversité, de graves problèmes sociaux et culturels. Dans les pays où le tourisme est la principale source de revenus, le recul de la forêt peut le compromettre par une dégradation du cadre de vie et des fonctions aménitaires du paysage.

### Conséquences sanitaires pour les populations locales
Une étude scientifique publiée par l'American Society of Tropical Medicine and Hygiene (en) rapporte que la déforestation a un lien direct avec la propagation du paludisme dans l'Amazonie péruvienne. Partant du constat que, dans les zones déboisées, le taux de moustiques porteurs de la malaria est 278 fois supérieur à celui relevé dans les zones boisées, cette étude montre que le nombre de moustiques contaminés est inversement proportionnel à la densité de boisement de la zone où ils évoluent. La déforestation amènerait donc un risque sanitaire supplémentaire aux populations vivant à proximité des zones déboisées.
De plus, une autre étude de l'université McGill de Montréal rapporte que les méthodes d'extraction pétrolières, la construction de routes ainsi que l'urbanisation qui provoquent la déforestation auraient pour conséquence de libérer du mercure et de l'1-hydroxypyrene dans les cours d'eau. Une fois ces poisons libérés dans l'eau, ils seraient absorbés par les poissons dont se nourrissent les populations vivant aux abords de ces cours d'eau. Ces populations absorberaient donc des taux de mercure et d'1-hydroxypyrene dépassant les taux maximaux recommandés par l'OMS.

### Émergence de nouvelles pathologies
Une étude de chercheurs de l'université de Hawaï effectue l'inventaire des nouvelles maladies infectieuses associées aux forêts et de leurs mécanismes d'émergence, notamment la déforestation :

« D’après un nombre croissant d’études spécialisées, les principaux facteurs contribuant à la prolifération des maladies infectieuses seraient les changements dans le couvert végétal et l’utilisation des terres, notamment les variations du couvert forestier (en particulier la déforestation et la fragmentation des forêts), ainsi que l’urbanisation et l’intensification de l’agriculture. »

En effet, une fois les animaux qu’ils parasitent décimés par la destruction de leur habitat naturel, les virus se cherchent de nouveaux hôtes en migrant à leur tour. Et il arrive que des virus initialement non mortels pour les animaux de la forêt se révèlent mortels pour les humains sur lesquels ils sont brutalement contraints de migrer.

« Les premiers pathogènes responsables de fléaux tels que la variole seraient nés en Asie tropicale, au début de l’histoire de l’élevage et lorsque les forêts ont commencé à être défrichées à grande échelle, au profit de cultures permanentes et d’établissements humains (McNeil, 1976). La densité et la promiscuité croissantes des hommes, des animaux domestiques et de la faune sauvage, ajoutées à un climat chaud et humide, étaient des conditions idéales pour l’évolution, la survie et la transmission des pathogènes, il y a plusieurs millénaires comme aujourd’hui. »

S'ajoutant à d'autres facteurs, cet enchaînement pourrait être à l’origine par exemple de l’apparition du virus Ebola dans des régions d’Afrique où la déforestation est intensive depuis plusieurs décennies.

## Tentatives de solutions

### Objectif zéro déforestation
L'une des quatre priorités du premier Sommet de la terre (Conférence des Nations unies sur l’environnement et le développement à Rio de Janeiro, 3-14 juin 1992) était une « convention mondiale sur la forêt ». Mais « en raison notamment de l'opposition de plusieurs pays concernés », les États l'ont transformé en une simple « Déclaration de principes sur les forêts (en) » (de moindre valeur juridique) annexée au rapport de la conférence qui contient un chapitre 11 intitulé « Lutte contre le déboisement ».
En 2021, lors de la COP26, une coalition de plus de cent dirigeants de pays abritant ensemble 85 % des forêts du globe s'engage à stopper la déforestation d'ici 2030. Parmi les signataires figurent le Canada, la Russie, la Colombie, l'Indonésie, la République démocratique du Congo (RDC) et surtout le Brésil, dont les forêts tropicales sont grignotées par la déforestation pour en tirer du bois d'œuvre, y faire pousser des palmiers à huile, du soja ou y élever du bétail.
De grands consommateurs de ces produits, tels la Chine et les États-Unis, ont aussi signé cet accord. Cette initiative remplace en partie la « Déclaration de New York sur les forêts » (2014) par laquelle des dizaines de gouvernements et de grandes entreprises s'étaient engagés à réduire les pertes forestières naturelles de moitié d'ici à 2020 et à y mettre fin d'ici à 2030. Les ONG environnementales regrettent que cet accord ne soit pas contraignant.
Des ONG et d'autres acteurs préconisent un objectif « zéro déforestation ».
En 2010 le Consumer Goods Forum (en), qui regroupe des grandes entreprises totalisant 10 millions d'employés sur 70 pays, propose une déforestation nette de zéro pour 2020. Bien que soutenu par les États-Unis, à cause de la complexité, cette initiative peine à se concrétiser. En 2013 l'Organisation des Nations unies pour l'alimentation et l'agriculture (FAO) propose un « zéro déforestation illégale » pour préserver une partie des écosystèmes et ressources naturelles de populations souvent très pauvres. La FAO propose aussi de lutter contre les Feux de forêts qui devraient se développer avec le changement climatique dont dans le bassin méditerranéen.
En 2012, Greenpeace lance « la loi Zéro déforestation » au Brésil pour contrer un doublement des investissements dans le secteur bovin et les infrastructures comme les routes et barrages qui en sont la cause, tentant de réunir 1,4 million de signatures. Greenpeace réussit à obtenir des objectifs zéro déforestation de la part de grandes entreprises de la mode ou productrice d'huile de palme ou de pâte à papier lors de brumes sèches de pollution en Asie du sud est.
La fin de la déforestation est une cible de l'Objectif de développement durable n° 15 de l'ONU.

### Protection légale des forêts
La protection légale des forêts, via la création de parcs ou de réserves naturelles, est un outil utilisé dans le monde entier pour réduire la déforestation et la dégradation des forêts.
La protection légale est efficace pour conserver le couvert forestier, d'après les images satellite. Il y a significativement moins de destruction de forêt dans les aires protégées, mais on ne sait pas si elles sont vraiment la cause de la sauvegarde des forêts observée statistiquement. La protection sur le papier n'est pas suffisante, elle doit être accompagnée de fonds, d'une gestion et être appliquée sur le terrain par du personnel.
En Afrique, l'efficacité des aires protégées est bonne, 69 % des parcs n'ont pas subi de déforestation, selon une analyse de 224 parcs africains, publiée en 2016. Cependant seuls 25 % font mieux que les zones équivalentes situées à proximité, la clé du succès pourrait être l'accessibilité difficile de ces parcs et le fait qu'ils soient situés dans des zones peu habitées. Les parcs plus grands ou en réseau ont de meilleurs résultats, les parcs créés avant les décolonisations font eux significativement moins bien que leurs homologues plus récents.

### Gestion durable des forêts
Il existe plusieurs systèmes de certification (qualifiés d'éco-certification) des exploitations forestières dont l'objectif est de favoriser une exploitation durable des forêts. Ces certifications imposent souvent que des arbres soient replantés après coupe, c'est le cas des labels Forest Stewardship Council (FSC) et Programme de reconnaissance des certifications forestières (PEFC).
Formée en 1989 en Slovénie, l’association européenne ProSilva propose un ensemble de mesures spécifiques ayant pour objectif de gérer les forêts de manière plus pertinente. Implantée dans 24 pays en Europe, cette sylviculture entend maximiser à la fois la production et la protection des forêts. ProSilva privilégie donc une production rentable et continue de gros bois de qualité, généralement très recherché à l’exportation, tout en protégeant l’eau, les sols et la biodiversité forestière.

### Reboisement, reforestation
Le Défi de Bonn est un effort mondial de reboisement sur des sols déforestés et/ou dégradés. Lancé par l'UICN et l'Allemagne en 2011, il visait à restaurer en moins d'une décennie (2011 et 2020) 150 millions d'hectares de paysages forestiers sur des terres dégradées et déboisées. Puis la Déclaration de New York sur les forêts (lors du Sommet sur le climat de 2014) lui a ajouté un objectif 200 millions d’hectares supplémentaires à boiser avant 2030) ; cette déclaration a par la suite été approuvée par plus de 100 gouvernements, organisations de la société civile et organisations autochtones et entreprises privées. Son objectif est donc désormais de reboiser 350 millions d’hectares avant 2030.
Le reboisement peut être obtenu en utilisant le moteur de recherche Ecosia. La jeune pousse qui a développé ce moteur de recherche utilise 80 % de ses revenus publicitaires pour des projets de reforestation aux quatre coins du monde.

### Pression sur les grandes entreprises
Les organisations non gouvernementales (Greenpeace par exemple) tentent de sensibiliser les grandes entreprises et les multinationales vis-à-vis de leurs pratiques et de leurs politiques induisant une partie de la déforestation. Certains moyens de pression comme la mise à mal de leur image de marque aux yeux des consommateurs sont parfois utilisés. Dans certains cas, les entreprises acceptent et signent des chartes pour préserver un maximum les forêts et pour les utiliser de manière durable. L'entreprise Unilever s'est engagée à respecter certains engagements auprès de ses fournisseurs en huile de palme en Indonésie pour tenter de limiter et de réguler la déforestation.

### Lutte contre la déforestation «importée»
Le concept de déforestation importée tend à relier déforestation et consommation. Elle est définie comme « l'importation de matières premières ou de produits transformés dont la production a contribué, directement ou indirectement, à la déforestation, à la dégradation des forêts ou à la conversion d'écosystèmes naturels en dehors du territoire national. ». Il s'agit d'une forme d'émissions importées.
Pour utiliser du bois en évitant la consommation abusive d'essences menacées, les consommateurs peuvent privilégier l'achat de produits en bois éco-certifiés. Le boycott des bois exotiques non menacés pourrait ralentir le développement des pays concernés et paradoxalement provoquer un effet inverse : la forêt, devenue non rentable, serait défrichée et mise à disposition de l'agriculture.

#### Union européenne
Le 13 septembre 2022, le Parlement européen vote à une très large majorité un texte visant à bannir d'Europe tous les produits comme le café, le cacao, le bœuf, le soja, le bois ou l'huile de palme, qui ne peuvent pas faire la preuve qu'ils n'ont pas contribué à la déforestation, grâce à un système de géolocalisation satellitaire des cultures et de traçage des produits depuis leur source. Le Parlement a étendu le texte au caoutchouc, au maïs et à d'autres animaux d'élevage tels que les porcs, moutons, chèvres et volailles. Le texte doit encore faire l'objet d'un accord en trilogue (Parlement européen, Conseil et Commission) en vue d'une entrée en vigueur début 2024.
Le 6 décembre 2022, le Parlement européen, la Commission et le Conseil (États membres) trouvent un accord pour interdire l'importation de produits issus de la déforestation incluant le cacao, le café, le soja, l'huile de palme, le bois, la viande bovine et le caoutchouc et certains produits dérivés comme le cuir, le chocolat ou les meubles. Une clause de révision d'ici à deux ans pourrait permettre d'y ajouter le maïs, la protection des savanes et des zones humides et étendre l'application du texte aux banques,.
Le 19 avril 2023, le règlement européen visant à bannir les produits issus de la déforestation a été adopté par le Parlement européen. Cela concerne les bovins, le cacao, le café, les palmiers à huile, le caoutchouc, le soja, le bois
.

#### France
En France, pour réduire et arrêter («zéro déforestation ») d’ici à 2030 ce phénomène, le gouvernement, notamment encouragé par le WWF,, projette pour l’été 2018, une « Stratégie Nationale de lutte contre la Déforestation Importée » (SNDI, annoncée dans le Plan Climat de 2017 et le Plan Biodiversité de 2018). Elle vise notamment la production de soja en Amérique latine pour l'élevage (60 % des importations européennes), les plantations de palmiers à huile en Asie du Sud-Est (12 %), le cacao en Afrique (8 %). Le gouvernement mise sur les engagements volontaires des entreprises, via leur démarche RSE, plutôt que sur des contraintes réglementaires ou fiscales. Cependant la récente (mai 2018) autorisation d’importation d’huile de palme pour l’exploitation de la bio-raffinerie Total de La Mède contredit cette volonté gouvernementale.
Le 14 novembre 2018, le gouvernement a adopté la Stratégie Nationale de lutte contre la Déforestation Importée (17 mesures). L’objectif est de mettre fin, d’ici 2030, à la déforestation causée par l’importation de produits forestiers ou agricoles non durables. Selon le rapport sur l'environnement 2019, « l'empreinte écologique de la France liée aux importations de matières premières agricoles et forestières » s’élevait à 14,8 millions d’hectares en 2016.
Le Comité scientifique et technique « Forêt » (CST Forêt) créé en 2019 par l'Agence française de développement et trois ministères (Transition écologique, Agriculture, Europe et Affaires étrangères), animé par le Groupe de recherche et d'échange technologique (GRET), est chargé d'accompagner la mise en œuvre de la Stratégie nationale de lutte contre la déforestation importée (SNDI). En octobre 2020, le CST Forêt s'est réuni pour traiter de son « chantier 2 » consacré à la certification de l’objectif zéro-déforestation à l’échelle des filières ciblées par la SNDI (huile de palme, soja, cacao, bois, bœuf, hévéa) et de leurs bassins d’approvisionnement.
Le décret n° 2022-641 du 25 avril 2022 relatif à la prise en compte du risque de déforestation importée dans les achats de l’État, a pour objet l'application de l'article L.110-7 du code de l'environnement, créé par l'article 272 de la Loi portant lutte contre le dérèglement climatique et renforcement de la résilience face à ses effets, par lequel l'État se fixe comme objectif de ne plus acheter de biens ayant contribué directement à la déforestation, à la dégradation des forêts ou à la dégradation d'écosystèmes naturels en dehors du territoire national. Il définit le périmètre d'application de l'article L.110-7 et précise les modalités de sa mise en œuvre.
François-Michel Le Tourneau (CNRS) note que l'UE n'aura pas de moyens de contrôle de la traçabilité, et que le soja est essentiellement exporté vers l'Asie qui pour l'instant n'a pas les mêmes exigences.

## Économie
La déforestation, légale ou illégale, se produit essentiellement dans les forêts tropicales de l'Amazonie, du bassin du Congo et d'Asie du Sud-Est. Du fait de la nature illégale de la déforestation, les chiffres varient. Pour les pays tropicaux, la déforestation illégale représenterait 50 à 90 % de l'ensemble des activités forestières. À l'échelle mondiale, la déforestation illégale représenterait 15 à 30 % des activités forestières, soit entre 30 et 100 milliards de dollars américains, et 10 à 30 % du commerce mondial du bois. La collusion généralisée (des fonctionnaires locaux jusqu'au judiciaire), associée aux structures gouvernementales décentralisées dans de nombreux pays tropicaux, n'incite pas ou peu les exploitants illégaux et les fonctionnaires corrompus à modifier leurs pratiques.